# ニンジャスレイヤー
『ニンジャスレイヤー』（NINJA SLAYER）は、ブラッドレー・ボンド（Bradley Bond）とフィリップ・ニンジャ・モーゼズ（Philip Ninj@ Morzez）のアメリカ人作家コンビによるとされる小説作品。ジャンルは「サイバーパンク・ニンジャ活劇小説」。2010年よりクリエイターユニット「ダイハードテイルズ」の中心人物である本兌有、杉ライカらが「翻訳」という体裁でTwitterとnote上に連載している（→Twitter連載）。
日本では『ニンスレ』と略されることもある。2021年8月時点でシリーズ累計発行部数は170万部を突破している。『このライトノベルがすごい！』単行本・ノベルズ部門では2017年版で6位を獲得している。
翻訳であるかのような体裁を取っているが、実は翻訳作品ではない（擬似翻訳）。

## 概要
「ブレードランナー」のような2030年以降の近未来サイバーパンク大都市を舞台に、「ニンジャを殺す者」である主人公ニンジャスレイヤーと、超能力を有しカラテを駆使する半神的存在、「ニンジャ」が率いる強大な悪の組織との戦いを描くアクション小説である。2020年現在、第4部の連載が行われている。
「忍殺語」と呼ばれる独特な文体が特徴。「ドーモ、○○＝サン」「アイエエエ！」「ニンジャナンデ！？」「アッハイゴメンナサイ」「古事記にもそう書かれている」などの一部の言い回しは現在でもインターネット・ミームとして知名度が高い。
ストーリーの主軸はニンジャスレイヤーの戦いだが、各エピソードごとに、ゾンビ、サスペンス、ロボット、カンフー映画、ボーイ・ミーツ・ガール、コメディ、都市伝説、クトゥルフ、ミュージカルなど、アクションだけでなく様々なジャンルの映画をオマージュしていたり、ニンジャスレイヤー以外のキャラクターがメインのエピソードも多く存在したりするなど、同一世界観を舞台にしたオムニバス短編集・群像劇のような面も持っている。
2010年に本兌有、杉ライカを中心としたクリエイターユニット「ダイハードテイルズ」こと『翻訳チーム』が作者から翻訳権を正式に取得、同年7月14日にアカウントを開設しTwitter上につぶやく形で連載を開始した。2012年にはエンターブレイン（現KADOKAWA エンターブレイン）から日本語版書籍の出版がスタートした。2016年11月からはnote上で「ニンジャスレイヤープラス」が開始している。

## 作者

### 原作者
ブラッドレー・ボンド（BRADLEY BOND）
1968年生まれ。ニューヨーク在住。1990年代にインターネットを介してモーゼズと知り合い、共作を開始。
フィリップ・ニンジャ・モーゼズ（PHILIP Ninj@ MORZEZ）
1969年生まれ。ロサンゼルス近郊在住。
以上の内容は、書籍版公式サイトの著者紹介やTwitter上で公開されたインタビュー企画に基づいている。

### 翻訳者
「ダイハードテイルズ」に所属する、本兌 有と杉 ライカの2名で行われている。

## 特徴

### 掲載順
第1部から第3部までは、連載順と時系列が一致しない時系列シャッフル方式を採用していた。
これは、アメリカ人コンビにより原語版（英語）が複数の雑誌で不定期に掲載されていたため。その影響を受けて、第2部の連載中に第3部のエピソードが始まるなど、時系列がバラバラになっている。書籍版でも各エピソードが時系列に沿っておらず、本文1ページめが「これまでのあらすじ」で始まっている。この点に関して原作者は、「シリーズではあるが読み切り形式の『コナン・サーガ』へのオマージュである」と述べ、翻訳チームは「『水戸黄門』や『キャプテン・アメリカ』を第一話から読んでるファンは少ない（ので読み進めるのにさほど予備知識は必要としていない）」と述べている。
第4部以降は時系列シャッフルは廃止し、時系列順に連載進行している（外伝的サブストーリーはその限りではない）。

### Twitter連載
リアルタイム更新による連載を行っているため、小説作品でありながらテレビ番組のようにTwitter上でファンによる実況が行われている。「#njslyr」タグの利用が推奨されており、詳細なタグの使い方についてもダイハードテイルズによりまとめられている。
Twitterだけでなく、noteの有料定期購読マガジン機能を利用した定額制小説配信マガジンである「ニンジャスレイヤープラス」の販売を開始。以降も並行してTwitterで引き続き無償連載を行っているが、ニンジャスレイヤープラスではTwitterの物語を補完する書き下ろしのサブストーリー、設定資料が公開されている。書籍化した範囲であっても、Twitter連載分は現時点でもすべて無料で公開されている。

### 忍殺語
本作は独特の文体で知られており、それらは総じて「忍殺語（にんさつご）」と呼ばれている。以下が原語版および日本語版の特徴である。
たとえ今から殺し合う敵同士でも礼節は重んじ、敬意と敬語は欠かさない。相手は「 -san（〜さん）」付けで呼び、戦闘前にはお辞儀をする。
一般企業での懲罰として当然のように行われる「ケジメ（指詰め）」や「セプク（切腹）」、 戦闘中に繰り広げられる突拍子もないシャウト（武道で見られるような強く特徴的な発声）や演武など、曲解された日本文化がちりばめられている。欧米における感嘆詞の「ジーザス！」や「○○キリスト」などといった信仰に裏付けされた語について、本作ではキリスト教から仏教へと崇拝の対象が置換されており、例えば「ジーザス！」と叫ぶところで「ブッダ！」と叫ぶ。人体破壊の隠喩として頻繁に使われる「ネギトロ」、多数の死体が並ぶ光景に「まるでツキジ（cf. 築地市場）」など、日本文化に絡めた表現がある。「ヨイデワ・ナイカ・パッション重点」「エキサイティングは興奮する」など、映画『ブレードランナー』に登場したような日本語混じりの看板も登場する。
また、「Wasshoi（ワッショイ）」「Do-mo（どうも）」など、ローマ字表記された日本語や、「Jitsu（術）」「Suriken（手裏剣）」などといったカタコトジャパニーズのほか、「Chameshi Incident（茶飯インシデント） 」「Ushimitsu・Hour（丑三つアワー） 」「Soumato Recall（走馬灯リコール）」などといったダメな機械翻訳を信じて憶えてしまったような混合言語的ちゃんぽん語がいくつも飛び出す。文後に付く「Tatsujin!（達人！）」「Wazamae!（技前！）」などの感嘆詞も多い。「イヤーッ！」「グワーッ！」「イヤーッ！」「グワーッ！」「イヤーッ！」「グワーッ！」などといった叫びを何度も繰り返すことも多い。
なお、本作では、英語から日本語へ翻訳するにあたってTwitterを使用することから、一度に提示できる文字数が140に限られるため、1ツイート=1センテンスが徹底されているのに加え、以下のような独特の翻訳センスが見受けられる。
- 「〜めいて」、「〜的な雰囲気」の意味で使われる「〜的アトモスフィア」、「実際のところ」「本当は」「実質的には」などの意味で使われる「実際○○[注 7] 」、「素晴らしい」の意味で使われることが多い「奥ゆかしい○○」、本来とは異なる「しめやかに走る」や「しめやかに爆発」などの用法で登場する「しめやかに○○」などといった、おかしな翻訳語が頻繁に使われる。
- 「アイエエエ！（痛みや警報の叫びを表す英語 "AIEEEE!" の日本語音写）」「ジツ（術）」「スリケン（手裏剣）」や「ウシミツ・アワー（丑三つ時）」「マルノウチ・スゴイタカイビル（"Marunouchi Sugoitakai building" のほぼ音写で一部翻訳）」（[注 8]物語設定上、日本の首都ネオサイタマのマルノウチ地区に聳え立つスゴイタカイビル〈超高層ビル、凄く高いビルディング〉[13]で、モデルは東京都千代田区にある丸の内ビルディング。）などの、原語表記をそのまま音写した片仮名表記が多く見られる。

### 交流と二次創作
原作者や翻訳チームは活動当初から、Twitterを利用したファンとの交流を積極的に行っており、時系列が曖昧で登場人物が多い本篇のフォローとして、公開済みエピソードの再放送や人物紹介の「ニンジャ名鑑」をつぶやくなど地道な活動を続けた。熱心な作品のファンを「ニンジャヘッズ」と呼称している。書籍版のイラストを担当したわらいなくも、以前からネット上にファンアート（ニンジャスレイヤーにおいては「ウキヨエ」と呼ぶ）を公開していたファンの一人である。書籍に掲載するイラストの募集についても「わらいなくのデザインに準拠する必要は無い」と明言するなど、ファンの活動に対し寛容な姿勢をとっている。各漫画、アニメのような公式メディアミックスであってもそれぞれ異なったキャラクターデザインであるなど、一貫してデザインを固定化していない。

## あらすじ
ニンジャスレイヤーは2021年現在、4部構成となっている。ダイハードテイルズのnoteでは第1部〜3部をトリロジー、第4部をAoM（エイジ・オブ・マッポーカリプス）と呼び明確に区分されているため、本項でも同様に分けて扱う。

### トリロジー
IRCネットワークが世界を網羅し、サイバネティックス技術が普遍化した近未来。鎖国体制下にある日本は、影から暗黒メガコーポと称される巨大企業によって操られ、首都である巨大人工島ネオサイタマの治安は悪化、そして時を越えて蘇った半神的存在「ニンジャ」が暗躍を繰り返し、まさに古事記に予言されたマッポーの世を迎えていた。
平凡なサラリマンであったフジキド・ケンジは、マルノウチ・スゴイタカイビル内で家族団欒していたところをニンジャ同士の抗争に巻き込まれ、妻子を殺されてしまう。しかし瀕死の重傷を負った彼に、全てのニンジャへの憎悪を燃やすナラク・ニンジャのソウルが憑依。フジキドは赤黒い装束を纏い、「忍」「殺」の二文字と共に復活する。
ニンジャを殺すもの、ニンジャスレイヤーとして。

#### 第1部 ネオサイタマ炎上
原題は「Neo-Saitama in flames」
- ニンジャスレイヤーとなったフジキド・ケンジは、仇であるソウカイヤのニンジャを殺害してまわるが、ナラク・ニンジャに意識を支配され、ニンジャのみならず一般人まで無差別に巻き込み暴走してしまう（フジキドはこの時期をのちに「暗黒の七日間」と呼ぶ）。これを危ぶんだドラゴン・ゲンドーソーはナラクのソウルを封印することで、フジキドの自我を取り戻すことに成功。
- ニンジャとしての師となったゲンドーソーだったが、ソウカイヤニンジャの襲撃により毒薬をその身に受け生死の境をさまよう。ニンジャスレイヤーは解毒剤の情報を探るため、ジャーナリストを名乗るハッカーのコーカソイドの女性、ナンシー・リーと共闘する。
- 解毒剤を入手しゲンドーソーのもとへ向かったニンジャスレイヤーだったが、そこにソウカイヤの首魁ラオモト・カンからニンジャスレイヤー抹殺指令をうけた、ラオモトの懐刀であるダークニンジャが現れる。ニンジャスレイヤーは苦戦を強いられ重症を負い、ゲンドーソーはニンジャスレイヤーを守るため自爆し死亡してしまう。ニンジャスレイヤーはダークニンジャが携えたカタナ「ベッピン」を目にし、妻子を直接殺害した仇敵である事に気づき激怒。ベッピンをへし折りダークニンジャの撃退に成功する。
- ゲンドーソーの孫娘であるユカノはダークニンジャ襲撃のおりに逃亡後行方不明、記憶喪失となってしまう。後に反企業体組織「イッキ・ウチコワシ」に洗脳され、アムニジアと名を変え市民に害を加える存在となってしまったが、ニンジャスレイヤーは彼女の意向を汲み決裂する。
- ソウカイヤ首魁ラオモト・カンの「ネオサイタマ知事となって表裏から都市を支配する」計画を掴んだニンジャスレイヤー。しかし焦りから策なく挑んだことでラオモト・カンに敗北を喫し、ナンシーがさらわれてしまう。彼女を救出してラオモトを殺すため、ニンジャスレイヤーは単身、ソウカイヤ本拠地である超高層ビル・トコロザワピラーへと走る。
- ニンジャスレイヤーはラオモトへの道を塞ぐニンジャを撃破し続け、ダークニンジャと相対する。しかし突然現れた運命者と名乗る二人組ニンジャの説得により、ニンジャスレイヤーとの決着をつけることなく、ダークニンジャはソウカイヤを裏切り姿を消す。
- ナンシーの救出に成功したニンジャスレイヤーは彼女の手を借り天守閣に上り詰め、ラオモト・カンとの直接対決が始まる。フジキドはナラク・ニンジャの力を力づくで利用することで優位に立とうとするが、逆にナラクに意識を乗っ取られてしまう。フジキドは自我を失いかけるなか、ナラクを受け入れることを選択し和解に成功、一心同体の共鳴状態となる。ニンジャスレイヤーは過去のニンジャとのイクサの経験から、ラオモトが持つ七つのニンジャソウルの各個攻略に成功する。しかしナラク・ニンジャはラオモトのヒサツ・ワザからフジキドを庇い、休眠状態に陥ってしまう。互いにニンジャソウルを使い尽くした肉弾戦の末、ニンジャスレイヤーは天守閣からラオモトを蹴り落とし、爆発四散せしめる。

#### 第2部 キョート殺伐都市
原題は「Kyoto: Hell on earth」
- ソウカイヤの壊滅直後、ザイバツ・シャドーギルドなる組織の襲撃によってネオサイタマは炎上した。妻子を奪ったのはソウカイヤとザイバツによる抗争が原因だと知ったフジキドは、ザイバツの本拠地キョート・リバプリックへと向かい、ナンシーから紹介された探偵タカギ・ガンドーと共にザイバツとの戦いを開始する。しかしラオモトとの死闘でナラク・ニンジャのソウルは休眠状態に陥っているため、ニンジャスレイヤーはザイバツ・グランドマスターたちを相手にこれまで以上の苦戦を強いられる。
- 紆余曲折の末、古の三種の神器を揃えたザイバツ首領にしてショーグン・オーバーロードの末裔、ロード・オブ・ザイバツの手により古代遺跡キョート城が浮上し、モータル生命の無差別吸収が始まった。さらにはオムラ社の決戦兵器モーターツヨシと合体したネブカドネザルの襲来、格差社会に反発したアンダーガイオン市民の暴動、無軌道ニンジャ・デスドレインによる無差別虐殺、そして密かに刃を研ぎすませていたダークニンジャとザイバツ・シテンノの謀反が重なり、キョートは生き地獄へと転じた。マッポー・アポカリプスが訪れる中、ニンジャスレイヤーはロードの首を狙い、ユカノを救うため、戦いの中で知遇を得た仲間と共にキョート城へと挑む。

#### 第3部 不滅のニンジャソウル
原題は「Ninjaslayer Never Dies」
- ソウカイヤ、ザイバツ、ダークニンジャと仇敵を討ち果たし、生きる目的を見失っていたフジキド。無為に日々を過ごしていた彼は、やがて「ニンジャを殺す暗黒非合法探偵」として再起し、ネオサイタマを支配する新たな組織、アマクダリ・セクトとの戦いに身を投じることになる。しかしラオモトの息子ラオモト・チバを傀儡にして張り巡らされたアマクダリの陰謀は根深く、ニンジャスレイヤーはネオサイタマという名の「システム」と、これまでにない戦いを強いられることになる。
- か細い情報の糸を手繰り寄せ、ついにアマクダリの最高幹部集団である「12人」の全容を把握するに至ったニンジャスレイヤー。再びナンシー・リーと共に一転して攻勢に転じたニンジャスレイヤーが「忍」「殺」の旗を掲げた時、殺戮の嵐がネオサイタマに吹き荒れ、一人、また一人と「12人」は殺害されていく。10月10日、「アマクダリの最も長い日」が始まったのだ。
- 「テロリスト フジキド・ケンジ」による要人の連続暗殺事件、その真の目的はアマクダリの機密データを手に入れるための陽動であった。そして市民の敵となることを代償に、彼らはアマクダリの参謀であり今やネオサイタマの知事代行となったシバタことアガメムノンが「世界の再定義」を目論んでいることを知るに至る。2038年1月18日、あの「アマクダリの最も長い日」から100日経ったその日、アガメムノンは「鷲の翼」を開くべく、月面よりネットワークを支配するニンジャ「アルゴス」のもとへ赴く。そして、アマクダリの管理社会を良しとしない者たちもまた、それを阻止すべく行動を開始した。

### AoM

#### 第4部 エイジ・オブ・マッポーカリプス
原題は「AGE OF MAPPOR-CALYPSE」
第4部は全てのエピソードが時系列順に連載されている。海外ドラマのようなシーズン方式を採用している。
- アマクダリの壊滅から10年。磁気嵐が消えた時代、日本という国家は崩壊し、世界は暗黒メガコーポが実質的に国家を形成していた。各地で眠りについていたリアルニンジャが次々と帰還を果たし、古事記に予言されたマッポーの世が訪れていた。

##### シーズン1
- 将来有望なオリガミアーティストだったマスラダ・カイは、幼馴染のアユミをサツガイという名のニンジャに殺され、彼自身も死の淵にあったその時、ナラク・ニンジャが憑依、ニンジャスレイヤーとなった。マスラダは復讐のため、サツガイを信仰するニンジャのネットワークである「サンズ・オブ・ケオス（SoC）」との戦いを開始する。
- かつてニンジャスレイヤーであったフジキド・ケンジはサツバツナイトと名を変えていた。リアルニンジャ達の襲撃によりユカノから奪われた三種の神器を取り返すため、各地を旅している。
- ピザ屋「ピザ・タキ」を隠れ蓑にする情報屋タキ、ウキヨの少女コトブキを仲間に加え、ニンジャスレイヤーはサンズ・オブ・ケオスと戦うなか、ニンジャスレイヤーの力を狙うダークニンジャが率いる新ザイバツ、青年となったラオモト・チバを首魁としたネオサイタマを支配するソウカイヤといった、10年で大きく変わった過去の組織とも接触する。

##### シーズン2
- サツガイに敗れシトカへと流れ着いたニンジャスレイヤーは、その地で出会ったグレイハーミットと名乗るニンジャと、彼が匿う幼い少女ゾーイと交友を深める。彼女はコトダマ空間から質量を持った物質を生成する特殊な力をもっていたが、それも目的とした組織「過冬」にゾーイは誘拐されてしまい、グレイハーミットは正体を明かしシルバーキーとして戦うも致命傷を負う。彼らを救うためニンジャスレイヤーは過冬との戦いを決意する。

##### シーズン3
- カナダについたニンジャスレイヤーは、ニンジャの暴虐に蹂躙される村を目撃する。カナダはリアルニンジャ、タイクーンことアケチ・ニンジャに占領されており、「ネザーキョウ」と呼ばれる国に成り果てていた。インターネットを使用するものは惰弱と見なされ虐殺されてしまうため、市民は平安時代の日本を思わせる旧文明的な生活を強いられる。

- しかしマスラダはサツガイとの戦いを経て、ニンジャスレイヤーの力をほとんど失っていたため、並のニンジャにも苦戦する程に弱体化していた。マスラダはニンジャスレイヤーの力を取り戻すため、そしてタイクーンを倒すため戦いを挑む。

##### シーズン4
- 旧き神話の時代に君臨した7人のリアルニンジャ達「ダークカラテエンパイア」は、「ストラグル・オブ・カリュドーン」と呼ばれる狩りの儀式の標的としてニンジャスレイヤーを指名する。「狩人の印」を刻んだ獲物の心臓の血を飲んだものが勝者となる。勝者はダークカラテエンパイア内での絶対の承認権限を得ることができる。リアルニンジャは直接手をくださず、各々が代理戦士となるニンジャをニンジャスレイヤーのもとに派遣する。
- 7人の代理戦士のリンチにあい「狩人の印」を刻まれてしまったニンジャスレイヤーは、反撃のため代理戦士の各個撃破を開始する。

### 他
第3部直後のラオモト・チバを主人公に据えたスピンオフ小説「スズメバチの黄色」、数百年前を舞台にした平安時代のニンジャスレイヤーであるキルジマ・タカユキの活躍を描く「サムライ・ニンジャスレイヤー」などが展開されている。

## 用語

### ニンジャ
ニンジャとは、様々なカラテとジツを操り、人智を超えた驚異的な戦闘能力を得た半神的存在を指す。
栄えている文明に忍び込み、カラテやジツによって社会を乗っ取り支配する存在で、平安時代の日本を暴力と恐怖によって支配し一般人を平然と虐げた半神のごとき存在である。日本に限らず、いわば世界史を裏側から動かしてきた力であり、作中では古代エジプトなど世界各地にもニンジャがいたことが示唆されている。織田信長やヴラド・ツェペシュなどもニンジャである。
キンカク・テンプルでの「ハラキリ・リチュアル」によって歴史から姿を消して以降、こうしたニンジャ真実は徹底した隠蔽と改竄により、物語開始時点では伝説にしか出てこない架空の存在とみなされている。ニンジャはフィクション上の存在としては人気のあるモチーフであり、子供向けの玩具などに用いられることもある。だが、かつてのニンジャクランの抗争の歴史を暗喩的に表現した民話や神話は世界中に存在し、ニンジャの恐ろしさは今もなお日本人の心の奥底に残っている。桃太郎や浦島太郎などの昔話、吸血鬼やゾンビといった怪物もニンジャの伝承を一般向けに改変されたもの。そのため、一般人は本物のニンジャを目にすると、それだけで拒絶反応を起こし恐怖におののき発狂してしまう（後述のニンジャ・リアリティショック）。
古代や平安時代では厳しい修行の末に自力でニンジャになるほかなかった。自力でニンジャになった者はリアルニンジャと呼ばれる。リアルニンジャの中でも平安時代前から活躍し、伝説に名を残すほどの強力なニンジャを特に「神話級ニンジャ」と呼ぶ。その一方で現代のニンジャは、普通の人間が「ニンジャソウル」に憑依されて超人的な能力を得た、ソウル憑依者がほとんどである。憑依直後から筋力の増強など身体の変化が起こり、個人差はあるが最低でもバックフリップやメイアルーア・ジ・コンパッソ（カポエイラの技）を軽々こなす身体能力、既に発射された銃弾を回避する程の反射神経、拳銃弾が数発当たった程度では致命傷とならず戦闘を継続可能な耐久力を獲得する。ニンジャ特有の超人的な能力は「ニンジャ握力」「ニンジャ視力」など「ニンジャ○○」と表現される。また憑依直後に自ら、あるいはソウルや第三者によって新たに「ニンジャネーム」を名付けられる事が多い。ソウル憑依者は、自分の能力が大幅に拡張された結果、社会生活を営む上で制御していた・制御すべき欲望や感情（殺人癖といったものから、ちょっとした苛立ちのような単純なものまで）を御するのは馬鹿馬鹿しいことである、と断じる場合が多い。そうなると人格は豹変し、略奪や殺害を平然と行う邪悪な存在へと変わってしまう。なお、超人的な身体能力をこそ有するものの、回復力を上回る強力な重火器や回避できない量の飽和攻撃、耐性のない薬物には戦闘力を奪われ致命傷を負うなど、必ずしも絶対無敵の存在ではない。
平安時代のニンジャは主にクランと呼ばれる集団に属し、名無しのゲニンであるレッサー・ニンジャ（Lesser Ninja）、それを束ねるグレーター・ニンジャ（Greater Ninja）、厳しい修行などにより名を持つことを許されたアーチ・ニンジャ（Arch Ninja）の3つの階級に分けられていた。現代ではほとんどが企業などに所属しているか、フリーランスとして契約しているか、あるいは自分で表向きの組織を作って潜伏しているのが普通であり、なんらの所属先をもたないニンジャは少ない。
細胞レベルで人間とは違う存在のため、ニンジャは子を成すことはできない。作中に登場する子持ちのニンジャ（ラオモト・カン、ニンジャスレイヤーら）は、それ以前に子を成したもの。
ニンジャソウル
平安時代に生きたニンジャ達が、何らかの原因によりキンカク・テンプルにてハラキリ・リチュアルを敢行して自害し、魂と化した（アセンション）状態。現代に出現したニンジャソウルが、人間に憑依（ディセンション）する事でその者をニンジャへと変える。
憑依後に自我を保つニンジャソウルはごくわずかであり、最初のインストラクションを終えた後は自我を失う場合がほとんどである。
憑依には何らかの選定基準があるのか、無差別なのかは不明。瀕死の老人にニンジャが憑依し、結局死亡してしまうなどの事例も起きている。分かっている事は「ニンジャソウルは同性にしか憑依しない」ということであり、現代の憑依者に男性が多いのはこのためである。またニンジャソウルが憑依すれば、人間だけでなく犬や猿、あまつさえ死体であってもニンジャになれる。
基本的にレッサーよりもグレーター、グレーターよりもアーチ・ニンジャのソウル憑依者の方が強い力を持つとされるが、カラテの練磨や戦闘経験の多寡・人生経験など憑依された本人の資質にも影響されるため、絶対的な基準ではない。その場のソウルの残量はヨロシサンのニンジャソウル測定器によって数値化できる（単位はカラテ）。
憑依者が死ぬ際は、「サヨナラ!」（Sayonara!）のアイサツと共に体内に宿るニンジャソウルのパワーが暴走し、肉体を爆発四散 せしめて最期を迎える（ただし徐々に消耗した場合爆発四散しないことがあるほか、爆発四散すら許されずに殺されたニンジャも存在する）。憑依者を失ったニンジャソウルがどうなるのかは不明である。
リアルニンジャ
厳しい修行の末に自力でニンジャになった者。平安時代は全てリアルニンジャだったが、修行のプロセスが半ば失伝しているため現代では稀少な存在である。
作中には複数人が登場するが、ドラゴン・ゲンドーソーが「最後にリアルニンジャになった者」とされる。
憑依ニンジャと違い、ニンジャソウルの力を完全に使いこなす事が出来る為、高い戦闘力を持つ。
リアルニンジャのニンジャネームは、「ドラゴン・ニンジャ」「シ・ニンジャ」など「○○・ニンジャ」という表記である。
アニメイシヨン版の英語字幕でもReal ninja（リアルニンジャ）だが、吹替版ではTrue ninja（トゥルーニンジャ）になっている。
カツ・ワンソー
世界最古のニンジャで、暗殺拳「チャドー」の開祖。
伝説のハトリ・ニンジャとニンジャ六騎士の謀反によって討たれたとされる。
アイサツ
ニンジャ同士が出会った時は、まず互いに「ドーモ、〇〇（相手の名前）=サン。××（自分の名前）です」と言ってオジギを交わす一連の行動「アイサツ」を行う。
アイサツは欠かすことの出来ない礼儀であると同時に相手を威圧する役目をも果たす。これは攻防の手を止めて隙を晒すことも厭わず「相手のために」名乗る行動なので、アイサツをしないことや、アイサツ中の攻撃は「スゴイ・シツレイ」なことであるとされる。ただしアイサツ前に一度だけアンブッシュを仕掛けることが許されており、その結果相手が死亡しても、それはアイサツをするだけの力量も無かったということになる。一方的なアイサツも「カナリ・シツレイ」なことであるとされている 。
アイサツに慣れていないニンジャはオジギからの復帰に時間がかかり、その隙を突いて一撃で倒されたり、アイサツ中に不意打ちをしかけるモータルに重傷を与えられる者もいる。
アイサツは必ずしも口頭によるものでなくても良く、ショドーでアイサツすることや仲間による紹介、オジギだけで済ませることも許される 。名前に関してはさほど重要ではないらしく、偽名を名乗るニンジャや改名するニンジャがシツレイとされたことは無い。アイサツができない距離の場合は相手がアイサツできる距離に来た場合にアイサツが行われる（これもシツレイとはされない）。
ハイク
対決に敗北したニンジャは、死ぬ寸前に辞世の句のごとく「ハイク」を詠む慣わしがある。ニンジャ同士の戦いが決着する際に、勝っている側が負けている側にかける言葉「ハイクを詠め」はここから来ており「お前の負けだ、潔く覚悟を決めろ」「念仏でも唱えろ」というような意味がある。ただし、ハイクを詠む暇もなく死ぬニンジャも数多く、詠んだとしても実際の俳句のルール（五・七・五の定形に揃えて季語を入れる）が守られることはあまりなく、自分の心情やこの世への未練、相手への恨み言などを連ねたものが多い。
ニンジャ達だけでなく、（主に上流階級の）市民たちの間でも、伝統的かつ文化的な趣味として嗜まれており、コンクールなども開催されている。こちらは現実の俳句とほぼ同様。
ジツ（Jitsu）
いわゆる忍術だが、ニンジャソウルの超能力であるため、実質的には忍法に近いが、作中においては「ニンポ（忍法）はマンガやアニメに出てくる荒唐無稽なもので、ジツとは全く異なる」と説明されている。
体を硬質化させる「ムテキ・アティチュード 」や炎を発生させる「カトン・ジツ」などがあり、使い手によって様々な変種が存在する。
アーチ級ニンジャはユニーク・ジツ（Unique Jitsu）と呼ばれる強力な独自のジツ(ほとんどの場合一人につき一技のみ)を習得している事が多い他、コロスニンジャ・クランの「キリングフィールド・ジツ」やトカゲ・ニンジャクランの「ドク・ジツ」など、クラン特有のジツも存在する。
カラテ
格闘技のみならず武術全般と、その力量を示す単語。鍛錬の度合いなども含まれ、幅広い意味合いを持つ。
本作においてはジュー・ジツ、コッポ・ドー、イアイドーやパンキドー 、ピストル・カラテなどもカラテと称される。
その他、武器にカラテをこめて強化する「エンハンスメント・ジツ」、体内の「血中カラテ」を弾丸のように打ち出す「カラテ・ミサイル」が存在するなど、体内のエネルギーとしても表現される。
作品のテーマの一つとして「ノー・カラテ、ノー・ニンジャ」が掲げられており、ニンジャの戦闘能力の基本はカラテであるとして、如何に強力なニンジャソウルやジツであっても、カラテの技術に優れたニンジャの前に、手も足も出ずに敗れることが多い。
イクサ
主にニンジャ同士の直接戦闘を指す。
ジュー・ジツ
ニンジャスレイヤーが基本とする戦闘スタイルで、「ジュー・ジツを構える」という表現が頻繁に登場する。
「アラバマオトシ」などの投げ技や「サマーソルトキック」などの打撃技がある。
古代ローマカラテ
「古代ローマカラテ文明」を築いたカラテ流派の一つだが、ニンジャ大戦によって滅亡した。
ニンジャの基本動作であるブリッジによる攻撃回避の源流であり、作中でも複数の使い手が登場するが、いずれも技を見せる前に死ぬか、技の描写の暇さえなく決着が記述されていたため長い間詳細が不明だった。しかし第3部終盤、筆頭伝承者であるスパルタカスとの決闘において、ニンジャスレイヤーとそれまでの使い手との対決が回想され、またスパルタカスによる技の数々が明らかになった。
スリケン（Suriken）
ニンジャが投げる飛び道具で、手裏剣のことを指す。ソウルの力により生成されるため基本的に弾切れはない。
形状もニンジャによって千差万別で、クナイ・ダートや卍型のアフリカ式投げナイフを使う者もいる。
チャドー
カツ・ワンソーを開祖とする暗殺拳。現代ではゲンドーソーが継承しており、フジキドは彼に助けられたことで後継者となった。
「タツマキケン」「アラシノケン」などの強力な攻撃技と「ウケミ 」による防御の他、独特の呼吸法によってカラテの威力を上昇させたり、回復速度の向上や解毒も可能。精神鍛錬のために茶の湯と坐禅が用いられており、その部分は独立した趣味・嗜好として嗜まれている。そのため、暗殺拳としての側面を知らない一般人にとっては、茶の作法として受け止められている。継承者ではないラオモトも似た呼吸法が使える。
メンポ
面頬。マスクや覆面など、顔に装備するものは共通してメンポと呼ばれる。頭全体を覆うものはフルメンポ、もしくはフルフェイスメンポと呼ばれる。ニンジャは本能的に顔を隠したくなる習性があるらしく、共通して装備している。マフラーやサングラスで代用する者や、何もつけない例もある。
ニンジャ装束
ニンジャの衣装。ニンジャスレイヤーのようにニンジャとして活動する際に無から生成する者から、自作して着替える者もいる。ニンジャソウルの格が低いと生成ができない。
聖なる三種の神器
一般に知られる剣、鏡、玉というのは真実を隠蔽するための嘘で、真の神器はヌンチャク、メンポ、ブレーサーである。
カツ・ワンソーの遺骨が埋め込まれており、特殊な効果を発揮する。
モータル
ニンジャではない普通の人間のこと。
身体的にはニンジャに劣るが、タカギ・ガンドーやヤクザ天狗などのように、技量や戦法によって互角に戦える者もいる。
ニンジャ・リアリティショック（NRS）
ニンジャは一般的には実在しないとされている一方、その恐怖は精神に今なお根付いており、モータルが遭遇した場合「アイエエエエエエ！ ニンジャ！？ ニンジャナンデ！？」と悲鳴をあげ、ニンジャ・リアリティショック（Ninja RealityShock）と呼ばれる恐慌状態に陥る。嘔吐・失禁・記憶喪失が代表的な症状。
モータルであっても精神的に強かったり、想像力の乏しい者はNRSに陥らない。

### 文化
暗黒メガコーポ
世界の経済を裏から操る巨大企業。重役や用心棒がニンジャであることも多い。勢力拡大のためなら手段を選ばないところがあり、ソウカイヤ、ザイバツなどのニンジャ組織とも取引を行っている。たびたびニンジャスレイヤーとも敵対する。 ヨロシサン製薬、オムラ・インダストリが代表的な例。
古事記（Record of Ancient Matters）
本作における古事記は実在する文章とは大きく異なり、ニンジャとしての作法や、黙示録のように予言的な内容まで含まれており、重要な存在として扱われる。
ニンジャ同士のアイサツも、古事記に書かれているためと説明されている他、登場人物や地の文が「○○と古事記にも書いてある」など引用することもある。
ヤクザ
作中に登場する非合法組織とその構成員。
「組」に相当する「クラン」の形成、企業舎弟や個人商店への用心棒行為によるミカジメ・フィー の徴収、麻薬の製造・取引、売春への関与など、現実のヤクザと同じ活動を行っている。しかし、遺跡調査の身辺警護など傭兵に近い行為を請け負う者もいる。
なお作中の表記は「ヤクザ」に統一されており「極道」や「暴力団」という語は登場していない。
クローンヤクザの台頭による経営合理化が進んでおり、多くのクランは経営者のリアルヤクザ（人間のヤクザ）が必要な数のクローンヤクザを購入することで構成されている。しかしクローンヤクザの導入を拒みあくまで生身に拘る者も僅かに残っている。
モータルからは恐れられる存在ではあるが、ニンジャから見ればただの人間に過ぎず、ただ蹂躙されるだけの存在である。一方でモータルの搾取、オヤブンを頂点にグレーターがレッサーを束ねるクラン構造、ヤクザのミーミーを伝えるなどニンジャに類似した要素を併せ持つ。
レッサーから上に上がるには「ソンケイ」と呼ばれる精神的な要素の蓄積が不可欠であり、高いソンケイを有するオヤブンの中には人間でありながらニンジャを従える者すらいる。
クランの名称は「デッドフェニックス・クラン」「ダークオニ・ヤクザクラン」など「英語・（ヤクザ）クラン」が多く、「○○組」「○○会」など現実的な名称は登場していない。
着用するスーツは「ヤクザスーツ」、使用する強力な拳銃は「ヤクザガン」や「チャカガン」、乗っている車は「ヤクザベンツ」や「ヤクザカマロ」など、使用する物品には「ヤクザ○○」という名称が多い。
オスモウ
「スモトリ」と呼ばれる格闘家が、ドヒョウ・リングで行う格闘技。
上から鎖で吊された武器を奪い合い、得た武器を相手に対して使うなど、現実の相撲とはかけ離れた殺人ショーである。
様々な小団体が存在する、例え勝利を重ねても面白味の無い試合を続ければ公然と批判を受け、団体そのものの人気に影響が出るなど作中の扱いはプロレスに近い。
スモトリ
「スモトリ戦士」とも。巡業インディペンデントスモトリ団体所属の者も含めれば日本に10万以上は存在するとされる。
合成食物チャンコ072によって異常なまでに体を肥大化させているものがほとんど。
ごく一握りのスモトリだけが「リキシ・リーグ」と呼ばれる上級リーグに出場でき、それらリキシ・スモトリやそのトップであるヨコヅナは強さの純粋性ゆえに信仰対象に近い扱いを受ける。
しかし、それ以外のスモトリは、人造生物であるバイオスモトリの登場で解雇されるなど生活は苦しい。
劇中では元スモトリのラッパー「2COOLリリック」や元ヨコヅナの「ゴッドハンド」以外にも、スモトリ崩れのヤクザや肉体労働者などが多数登場している。
ネコネコカワイイ
高度な人工知能を搭載したオイランドロイドによるアイドルデュオ。
容姿や声を流行にあわせて改造する事が可能なため、登場から間をおかずに爆発的な人気を獲得した。ライブの度に死傷者を出すほど暴れる親衛隊「NERDZ」が存在する。
彼女たちの登場で人間のアイドルに対する需要が少なくなったため、多くの少女は夢を諦め、オイラン養成学校に行く事を余儀なくされたという。
ZBR
ヨロシサン製薬が製造する覚醒剤。劇中では快楽目的や鎮痛剤としてだけでなく、自決用らしき濃縮剤を携行する者もいる。
アンプルからの静脈注射が多いが、錠剤やカプセル、タバコのように吸引するタイプの他、カクテルに混ぜることもある。腕を切断された痛みを消すほど強力だが、副作用や依存性も強く、緊急の痛み止めとして大量に投与し痙攣を起こす者、依存症に陥っている者が複数登場する。
薬の効果が効いているときは「遥かに良い」と表現される。
原語版やTwitterでの連載では「ズバリ・アドレナリン/Zubari Adrenaline」や「ズバリ」の表記だったが、中央薬品が類似した名称の鎮痛剤 を販売しており、実在商品のブランドイメージを考慮してか書籍販売以降は「ZBR」に変更されている。アニメでは「ズバリ・アドレナリン」と略さずに発音されている 。
他にも「シンピテキ」や「シャカリキ・タブレット」などの薬物が存在し、作中ではどれも簡単に手に入る。
スシ
劇中でのスシは、魚粉末と調味料のペーストをネタとする大量生産された食品であり、登場人物がよく口にしている。
基本的には「スシ・バー」と呼ばれる店舗で提供され、回転寿司に近い有人店の「回転スシ・バー」や、人と顔を合わせずに食事が出来る「無人スシ・バー」など、店側もニーズに合わせて細分化されている。
現実の寿司に近いものは「オーガニック・スシ」と呼ばれ、高級食品とされており、ラオモト・カンなどの富裕層しか口にできない。
非常にエネルギー効率のいい食料であるとされ、ニンジャの持つニンジャ回復力を最大限に高める効果を持つため、しばしばニンジャスレイヤーは連戦中やその合間にスシを確保し食べる事がある。
ネタは卵やマグロの他、ナチョ・スシのような創作寿司もあり、ネオサイタマとキョートでも違いがある。
他にもエピソードの投稿途中に長時間途切れる際には、「スシが切れたので更新停止」などと翻訳チームのアナウンスが入ることもある。
オハギ
そのまま食べるだけでなく、時代劇の「金の饅頭」のように賄賂としても使われる。
あんこには中毒症状があるらしく、オハギ中毒者が登場するなど一種の麻薬として描写されているが、無毒のものも存在し、合法オハギを使用した寿司のメニューに「オハギ・スシ」も存在する。
ショドー
作中では、筆で文字を書くことのみならず、筆文字で書かれた掛け軸や看板なども総称して「ショドー」と呼ばれている。
ミヤモト・マサシ（Masashi Miyamoto）
平安時代の哲学者にして剣豪。劇中では「泥棒がばれたら家に火をつけろ」「非常に明るいボンボリの真ん前はかえって見にくい」などの我々の世界のことわざ に類似した格言が頻繁に引用される。
二本の愛刀「ナンバン」「カロウシ」はラオモト・カンが所持している。
言語・文字文化
作中で交わされる言葉・文字は、現実の日本とずれた意味合いで使われるものが数多く登場する。以下はその例である。
ドーモ
ニンジャが使うアイサツとして前述されているが、モータルも使用する。
オタッシャデー
別れのアイサツだが、治りようがない病気の患者に余命を伝えるときに使う「オタッシャ重点」という言葉もある。基本的には、もう一度会う予定の相手に対する別れのアイサツであり、これに対し「サヨナラ」は、ニンジャの死に際など、二度と会うことのない相手へのアイサツとして用いられる。
サヨナラ!
ニンジャが致命傷を負い、ニンジャソウルが爆発四散する直前に言うアイサツ。
ユウジョウ!
サラリマンや学生同士が、お互いの労苦を称えるためにかけ合うアイサツ。ニンジャのアイサツ同様、非常に重要なものとされている。
ヤクザスラング
ヤクザが威嚇や攻撃する際に叫ぶ定型句。クローンヤクザやヤクザだったニンジャなども使う。代表的な句は「ザッケンナコラー！」や「スッゾコラー！」など。中には「チャルワレッケオラー！」のような元の意味が不明なスラングもある。
インガオホー
「因果応報」の意。失敗などによって登場人物が死んだ場合、地の文で感嘆詞のように使われたり、登場人物が失敗を振り返って自嘲気味に呟いたりする。
ゴウランガ!（Gouranga!）
登場人物が劇的な活躍を見せたり、絶体絶命の危機から立ち直った際などに地の文で使われる。
本来は1966年にアメリカで誕生した宗教団体ハレ・クシュリナ教団の呪文で、これを唱えることで幸福が訪れるとされる。アメリカでは信徒らによって道路や商店のシャッターなどにステッカーが多数貼られた他、ヒッピー文化と共にイギリスなどにも伝播した。
グランド・セフト・オートで信徒特有の服装をした人間を轢くと「GOURANGA!」というメッセージが登場するが、日本語版では「ナムアミダブツ！」と訳されている。
囲んで警棒で叩く
恐怖心を煽ったり、私刑、制裁の暗喩として使われる言葉。ヘルカイトの凧にも書かれている。
「囲んで棒で叩く」など微妙な違いがある。
ネギトロ
食べ物としての名前はもとより、肉塊となるような無残な死に方も「ネギトロ」と称されている。作中では「車で轢いてネギトロにする」などのような表現で用いられている。
ハッカー
この世界ではタイピング速度が早いものほど高度の技術を持つとされる。下から「スゴイ級」「テンサイ級」「ヤバイ級」の順でレベルわけされる。テンサイ級以上は並のニンジャでも到達できない。

### 日本
本作での日本の歴史は現実の日本史とは様相を異にする。まず太古の暗黒の時代に、最初のニンジャであるカツ・ワンソーと、彼の支配に反旗を翻したハトリ・ニンジャらによるニンジャ大戦が起こり、その後ニンジャが支配する平安時代（Heian Era）が続く。平安時代の末期にモータルであるエド・トクガワをはじめとするウォーロードらがニンジャの支配に対して江戸戦争を起こし、ニンジャたちはやがてキンカク・テンプルでハラキリ・リチュアルをして世を去りニンジャ・ソウルと化し、江戸戦争が終わって江戸時代が始まる、となっている。
その後化石燃料の枯渇に先立ち、Y2Kに伴うIPアドレスの枯渇問題が発生。違法プロキシサーバー基地を巡り、暗黒メガコーポ群主導による論理物理両面での『電子戦争』が世界規模で勃発した。この結果、宇宙開発計画は中断。環境汚染は深刻で、衛星から地上が撮影できないほどの大気汚染により昼でも薄暗く、汚染された重金属混じりの酸性雨が降り注ぐ。EMP障害や磁気嵐による航空機への影響と、環境汚染から生まれた殺人マグロにより、物理的にも電子的にも日本は鎖国状態になっている。外国との往来は磁気対策が施されたガイオンの空港など一部に限られている。社会面ではカチグミ（勝ち組）とマケグミ（負け組）の経済格差が激しく、二極化が進んでいる。
ネオサイタマ
主に第1部と第3部の舞台となる。東京湾を埋め立てた人工島に建設された巨大都市で、作中では日本の首都。他の地域よりも酸性雨が強く、強盗や殺人も日常茶飯事であるなど、治安や住環境は非常に悪い。
暗黒メガコーポとヤクザに牛耳られ、第1部ではソウカイ・シンジケートが裏から政財界を支配している。
中国地方
ネオサイタマの北にある無人の地域で、メガロ・ハイウェイによって結ばれている。
かつては工業区として整備されたがプロジェクトが失敗したことで過疎化、50%は重金属酸性雨への耐性を持つ植物で形成された「タマチャン・ジャングル」に覆われている。都市部に比べると酸性雨は少ないという。
ゲンドーソーの「ドラゴン・ドージョー」もここにある。
セキバハラ
キョートとネオサイタマの国境に位置する乾燥した荒野。落武者の霊が出るという噂がある古戦場で、武装強盗団も寄りつかない。
キョート・リパブリック
主に第2部の舞台となる。ネオサイタマとは荒野を隔てた土地にある、日本から独立した都市国家。キョート独立国とも呼ばれる。首都の「ガイオン」は、現実の京都のイメージに近い観光地としての地上都市（アッパー・ガイオン）と、虐げられる多数の労働者が生活する多層地下都市(アンダー・ガイオン)という二面性を持つ。ザイバツによって牛耳られている。
岡山県
キョート近辺にあるカッパドキアを思わせる高地。昔から政治犯や異端とされた宗教者が隠れ住んでいる。
ドサンコ・ウェイストランド
広大な雪原の土地。
住人は五角形の隔壁で形成されたコロニー内部に居住している。
長期間雪に閉ざされているため他地域との交流が少なく、「メガデモ」などの独自文化が発展している。
オキナワ水没都市
温暖なリゾート地とされる。 交通手段はキョートからの空路。
日本国外
我々の世界以上に日本文化の影響が広まっており、各地で日本語のショドーやネオン看板が見受けられる。
メキシコはニンジャが泳いで渡れる距離にある。薬物の取引の際にロシアとの為替が言及されている。またロシア出身のニンジャが登場するエピソードもある。イギリスでは古式ボックス・カラテが流行したという。また大英博物館にはニンジャのミイラが展示されているらしい。
第4部からは日本の鎖国体制が解かれたため、アメリカ、中国、インド、ブラジルなど世界中が舞台となる。

### 組織
ソウカイ・シンジケート
または「ソウカイヤ」、第1部の敵組織。ネオサイタマに本拠地を置く、ラオモト・カンを首領とした暗黒経済組織。カンがCEOを務める「ネコソギ・ファンド」社を隠れ蓑にして日本経済を操作している。
威力部門としてソウカイ・シックスゲイツや多数のニンジャを従えており、暗黒メガコーポ群や他のヤクザとの繋がりも厚いが、実質的にラオモト・カンのワンマン組織である。
ニンジャであっても利用価値がないと判断すれば捨て駒にし、一部は「ヨクバリ計画」やINWで実験台として利用されている。
組織は二本のカタナをクロスし「キリステ」と刻印されたエンブレム「クロスカタナ」を掲げ、メンバーはエンブレムの入ったバッジを身につけるか、ニンジャ装束のどこかにエンブレムを刻んでいる。
ザイバツ・シャドーギルド
第2部の敵組織。ソウカイヤと対立する西のニンジャ組織であり、キョートに本拠を置く。漢字表記は「罪罰影業組合」。ニンジャを絶対的な強者として、全ての人間を支配する格差社会の構築が最終目標であり、それ故に下級ニンジャと言えど非常に尊いものとして扱っている。そのため、イモータル・ニンジャ・ワークショップのようなニンジャを実験材料と見なす者を嫌う。
指導者であるロード・オブ・ザイバツに忠誠を誓うニンジャ達で構成されており、その数や質はソウカイヤと比べても圧倒的である。組織内では明確に位階が分けられており、戦力や知力だけでなくワビチャの作法にも長けた幹部級の「グランドマスター」、ザイバツ・シテンノも所属する上級ニンジャの「マスター」、大勢のニンジャが所属する下級ニンジャの「アデプト」、新人ニンジャが所属し、マスターなどの下で学ぶ「アプレンティス」がある。一方で内部では様々に派閥争いが起こっており、組織としてのフットワークは非常に重い。ワンマンゆえの行動力を持つソウカイヤに対しては、ラオモト・カンが健在である限り迂闊に手出しできないと考え、相互不可侵協定を結んでいる。
アマクダリ・セクト
第3部の敵組織。元ソウカイヤ所属ニンジャを中心に、ネコソギ・ファンドを母体として結成されたニンジャ組織。漢字表記は「天下網」。首領はラオモト・カンの嫡子であるラオモト・チバだが、チバの参謀であるアガメムノンが事実上の指揮官として君臨している。最高幹部「12人」が日本各地の重要施設・企業の重役として潜入している。
ワンマンであったソウカイヤの欠点を省みて、「アマクダリ・アクシス」と呼ばれる少数精鋭の幹部級ニンジャに、テリトリーごとに別れた複数の下部組織を運営させるという形をとっている。そのため、組織としての全容はチバにさえわからず、全てを把握しているのはアガメムノンただ一人である。
こうした組織構造上、広い領域を支配下におき、第1部・2部においてニンジャスレイヤーのとった「下から順番にニンジャを抹殺して情報を辿り、最終的にトップにたどり着く」という戦術も通用しない。しかし、身内での派閥争いこそほぼ無い（旧ソウカイヤ組と新規参入組の確執が多少ある程度）ものの、全体的にはあまり統制がとれておらず、手柄争いによる抜け駆けなども起きている。
サンズ・オブ・ケオス
第4部シーズン1の敵組織。組織というよりはサツガイと接触した者たちのサークル。メンバー間でSNSによる情報共有を行ったり、旅行やバーベキューを行うなどライトな集まりで、サツガイ自身は含まれない。
過冬
第4部シーズン2の敵組織。読みは「カトー」。アラスカのシトカを拠点とするヤクザクラン。首領はロシアンヤクザのシンウインター。
精鋭ニンジャ集団「ワイズマン」と呼ばれる上級戦士を抱えている。
ネザーキョウ
第4部シーズン3の敵組織。タイクーンことアケチ・ニンジャがカナダに築いた国。
配下の中でも最強とされるニンジャ「アケチ・シテンノ」（4人ではない）、下位のニンジャ「センシ」、「コクダカ」と呼ばれる力をタイクーンから授かったモータル「ゲニントルーパー」たちにより構成される。
イモータル・ニンジャ・ワークショップ（INW）
ニンジャソウルを人為的に憑依させる「イモータルニンジャ計画」のために、リー・アラキが設立した研究機関。
憑依させるための装置も「イモータル・ニンジャ・ワークショップ（INW）」と称される。
ヨロシサン製薬や資金源だったソウカイ・シンジケートだけでなくアマクダリ・セクトなどとも関係があるが、ニンジャを実験台にするため、ザイバツからは嫌われている。
サヴァイヴァー・ドージョー
ヨロシサン製薬の研究員フォレスト・サワタリがニンジャソウルに憑依され、開発に携わったバイオニンジャたちと共に脱走し結成した組織。
マキモノに記された文字は「生き残り達が道場」(アニメ版では「生き残りたちが道場」)
ネオサイタマ周辺のジャングルに潜伏しつつ、バイオニンジャの生体維持に欠かせないバイオインゴット調達のため、ヨロシサンの工場などを襲撃している。
リーダーであるフォレスト・サワタリの方針から「生きるための必要最低限の殺し」を心がけているが、活動上モータルに害をなす武装集団には違いなく(地の文で「狂人の理屈」と評している)、ニンジャスレイヤーからも警戒されている。
フォレスト・サワタリを「大将」に戴き、よくまとまっているが、メンバーの殆どが賢くなく、サワタリが一時消息不明になったときは、他の忍者の口車に乗って新たなリーダーに戴き、村々を襲っては虐殺・強奪を繰り返すなどし、サワタリをして「ドージョーの理念を逸脱している」と嘆かせた。
イッキ・ウチコワシ
反企業闘争を繰り広げる赤色テログループ。鎌と槌のマークに赤色がシンボル。
伝説的な英雄であるバスター・テツオに率いられた暴力集団であり、複数の組織と共闘したりデモの支援などを行いながら、資本階級に対する自由革命闘争を繰り広げている。
構成員は新左翼用語によるアジテートや、タオルで口元をかくしヘルメットをかぶるなど、日本の学生運動に類似した要素が散見される。
パチンコ球を武器とする「フリックショット（Flickshot）」などのニンジャも多数所属している。
オムラ・インダストリ
代表的な暗黒メガコーポのひとつ。巨大なハイテク関連企業であり社員はカチグミだという。社章は雷神を意匠化したもの。漫画版（無印）では社歌も公開された。
オムラ一族による同族経営組織で、幹部や重役には自分のクローンを配置している。後述されるモーターシリーズのような戦闘兵器群の実戦テストを貧民街で行うなど、マケグミに対する非道な行いも数多い。
社長であるモーティマーの掲げたリスクを省みず巨大で強力な兵器を開発する経営方針「モーター理念」は、社内外からの強い反発を招き、人材の流出によるライバル企業の台頭や業績悪化の原因となった。第2部終盤、オナタカミをはじめとする企業連合やアマクダリ、イッキ・ウチコワシなどの反逆により倒産する。しかし倒産してなおオムラ再興を画策する残党が暗躍しており、第3部において様々な事件を引き起こすこととなる。
第4部では海外のオムラ関連企業が統合されたオムラ・エンパイアとなって復活しており、年収の高さを誇る社員たちの愛社精神は極めて強い。
作中には製品である各種武器が多数登場し、オムラ専属ニンジャには自社技術で身体改造した者も多い
ヨロシサン製薬
代表的な暗黒メガコーポのひとつ。創業は江戸37年の老舗製薬会社で、キャッチコピーは「ビョウキ、トシヨリ、ヨロシサン」。漢字表記は「養老師散」。
表向きは普通の製薬会社だが、その実態は「バリキドリンク」などの麻薬成分を含む飲料の販売、クローンヤクザなどの生物兵器の製造などの非合法活動によって、日本政府やソウカイヤ、ザイバツといった各組織とも繋がりを持つ組織である。
ネオサイタマ市警
ネオサイタマの治安を維持する警察機構。通称はマッポであり、これが警察組織や警察官に対する呼称にもなっている。
基本的に人間であるためニンジャには対抗できないが、戦闘・捜査に長けたデッカーやケンドー機動隊などの精鋭部隊と戦術次第ではサンシタのニンジャとも戦える。
ニンジャが事件に関わる場合は無視を決め込むなど、基本的にニンジャに対して及び腰だったが、ニンジャ関連の事件が増え始めた第3部では49課がデッカーニンジャを中心とした対ニンジャ部隊として強化されるなど、キョート警察機構（ケビーシ・ガード）に比べるとニンジャへの対応力が強い。
ニチョーム自治会
ネオサイタマの歓楽街「ネオカブキチョ」でマイノリティが集まる「ニチョーム・ストリート」の自治会組織。
ザクロの折衝によってソウカイヤなどと不可侵条約を結んでいる。
ボンジャン・テンプル
キョート郊外の山中にあるバトルテンプル。多くのボンズがカラテの修行を積んでいる。
「ボンジャン・シンイチ」により建設されたという。
ガンドー探偵事務所
ガンドーがキョートのアンダーガイオンで開いている探偵事務所。元はガンドーの師匠であるクルゼ・ケンの事務所だった。シンボルマークは龕灯とカラス。
ドラゴン・ドージョー
中国地方でゲンドーソーが開いていた道場。侵入者対策として多数のトラップが仕掛けられている。
襲撃で十人の弟子全員が死亡したが、それ以前にサラマンダーやアンサラーなど複数の出身者が存在する。
これとは別に岡山県の山奥には、ドラゴン・ニンジャクラン発祥の地であるエンシェント・ドラゴン・ドージョーがあり、後にユカノにより再建された。
サークル・シマナガシ
フィルギアが立ち上げた反アマクダリを掲げるニンジャによる暴走族。
ネオサイタマの市街地の廃ビルなどに潜伏し、アマクダリに対して散発的な攻勢をかけている。

### 武器・兵器
巻き上げ機構付きフックロープ
フジキドがドウグ社から購入した鉤つきロープ。金具には焼き色のグラデーションがある。ニンジャでも破壊できない強度があるため、侵入だけでなく戦闘にも利用している。
マキビシ
撒菱。作中では非人道兵器とされ、江戸時代には禁止されていたという。スリケンとは違いニンジャでも無から生成できないため取り寄せる必要がある。
テッコ
戦闘用の義手。
シガキが与えられた旧式から、ブラックヘイズが「年収の半分」と発言した高機能型など、複数のモデルが存在する。
モーターシリーズ
声 - 田中秀幸
オムラ・インダストリ製の戦闘用のロボット・ニンジャ。ニンジャと称しているがニンジャソウルは憑依していない。
マッポの人員削減や軍事需要を見込んだラオモトの命令によって開発されたが、AIが弱く、敵味方の識別が不正確、投降してきた相手に発砲する、指定した場所に着地しないなど多数の問題を抱えている。
モーターヤブ、モーターヤブ改善、モーターヤブ再び改善、モータードクロ、モーターカニ、モーターナガサマ、など、多数のバリエーションが登場する。
モーターチビ
モーターの名を冠しているが、主に通信の中継や映像記録に使われ、攻撃能力はない。
握り拳ほどの大きさの正十二面体でAIによる自律制御で飛行する。ダークニンジャも「命を預けるには繊細で脆弱すぎる」としながら高性能さは評価していたが、モーティマーの判断により量産には至らなかった。
処理中には「ヌンヌンヌンヌン」という声を出す。
なお、ジャッジメントが持っていた赤色の試作機はガンスリンガーとの戦闘で破壊されるが、その後タカギ・ガンドーが回収。修理され「モーターチイサイ」と改称し、ガンドーのサポート役として活躍した。第3部ではナンシー・リーの手に渡っている。

### テクノロジー
クローンヤクザ
声 - 玄田哲章（旧型クローンヤクザ：後藤淳一）
ヨロシサン製薬によって開発されたヤクザのような風貌のクローン人間。作中では戦闘員や警備員として各組織に利用されている。
かつて単独で内閣総理大臣を暗殺したというレジェンド・ヤクザ、ドゴジマ・ゼイモンの遺伝子を利用して作られた(ドゴジマ本人の生死は不明である)。
クローンであるため外見は没個性的で、出荷前に洗脳処理が施されているため命令に忠実に従うが、自我は存在しており、勤務時間の合間には将棋をしたり、愚痴を零したり、内容不明な日常会話を交わしたりもする。
幾度かバージョンアップが行われており、クローン・マッポとしてネオサイタマ市警に導入する計画も存在した。スポーツ選手や研究員など顧客の用途に応じてカスタムされた個体も存在している。
主にドス・ダガーやチャカ・ガンを始めとした銃火器類で装備しており、一般人にとっては統制力や死を恐れない行動力が脅威となるが、ニンジャにとっては一撃で倒せる雑魚でしかない。またバイオ・テクノロジーにより運用可能期間（寿命）は三年ほどに設定されており、それを過ぎると免疫能力が低下してしまう。
時系列が掴みにくい本作であるが、言及される型番（Y-10、Y-11など）からエピソードの大まかな順番が推測できる。
バイオ・スモトリ
ヨロシサン製薬のクローン技術で量産された、スモトリ型の生物兵器。知性が低く、巨体を活かしての突進などが主な攻撃手段。
マザーと呼ばれる母体から量産されることが示唆されているが、オムラ社と共同設置されたプラントが爆発事故を起こした後は、野生化した個体が郊外や廃墟を占拠・徘徊しており、ハンティングがカチグミによるレクリエーションの一つとして確立されている。
オイランドロイド
オイラン（作中における娼婦の総称）を模したガイノイド。バーコードが首の後ろにあったり、一部の部品が見えていることもあるが、非常に可愛らしい姿。
受付嬢やメイドだけではなくセクサロイドとして使う風俗文化も定着しており、自宅に複数体を侍らせる者もいる。
値段によって性能は様々であるが、上位機種はほぼ人間と変わらない動作や反応を行うため、贈物品とされることもある。一部医療保険が適用される物もある。
ウキヨ
第4部から登場した、人間並みの自我を得たオイランドロイド。自我が芽生える前の、乱暴に性的玩具として扱われた際の記憶があるため、集団で一斉に持ち主に反乱・殺戮した、俗に「オイランドロイド戦争」と呼ばれる事件が起きた。
LAN
劇中ではネットワーク系のハードウェア全般や、BMI技術を指す言葉として使われる。
LAN端子や無線LAN機器を体内にインプラントし、ネットに接続したり機器制御が行える「LAN直結者」も多く登場するが、多くは違法な手術であるという。
UNIXデッキ
この世界でのコンピュータの総称。作中ではUNIXが普及しており、機器制御やフジキドが自宅に設置したサーバにもUNIXが使われている。パンチシートへの印刷も多く使われている。
起動音は「パワリオワー」。
サイバーサングラス
UNIX端末が内蔵されたサングラス型のウェアラブルコンピュータ。
IRCへの接続と拡張現実の他、前面に文字を表示する機能もありコミュニケーションにも利用される。
多くの人物利用しているが、料金プランによっては建物の壁などに広告が表示される。
IRCネットワーク
インターネットのような全世界規模の情報通信ネットワーク。
本作におけるクラッキングは特定のコマンドを打ち合う形で表現されており、もっぱらタイピング速度が重視される。そのため超人的ニンジャ身体能力を持つニンジャのタイピング速度は圧倒的で、モータルが対抗する事は難しく、ネットワーク越しに殺害される事もある。
コトダマ空間
優秀なハッカーが知覚できる一種のサイバースペース。最初にログインした者のイメージが可視化される。
イメージにかかわらず、頭上には黄金の立方体が常に浮遊している。
アイアンオトメ
ヘルヒキャク社製の大型バイク。排気量は1200cc。漢字表記は「大人女」。
当初はウォーロック が所有していたが、以降たびたび持ち主を変えている。
排気量を1330ccにするなど、シリーズを通して多数の改造を施している。非常に高度な人工知能を搭載しており、ある程度の自律行動も可能。

## 登場人物
担当声優はドラマCD版およびテレビアニメ版での配役。

### ニンジャスレイヤーと協力者
ニンジャスレイヤー（NINJA Slayer） / フジキド・ケンジ（藤木戸 健二 / Fujikido Kenji）
声 - 森川智之 / 中山祥徳（ゲーム『ネオサイタマ炎上』）
第1部から第3部までの本編の主人公 。平凡な中流サラリマンだったが、クリスマスの夜にニンジャの抗争に巻き込まれて妻子を殺害され、自身も重傷を負ってしまう。しかし、正体不明のニンジャソウル「ナラク・ニンジャ」に憑依されたことでニンジャとして蘇った。自身の復讐心と行動への疑問、家族を失った悲しみなどの複雑な感情に苦しみながら戦い続けている。
「NINJA Slayer（ニンジャを殺す者）」の名の通り、妻子を殺害したダークニンジャや事件の発端となった組織への復讐だけでなく、関わったニンジャ全ての抹殺を目標とし、情報を引き出すためには殺害を宣告した上での拷問すら躊躇しないが、復讐とは無関係であれば基本的に手を出さない。
決め台詞は「ニンジャ、殺すべし！」、敵の目の前に突然現れる際には「Wasshoi！」とシャウトする。ユニーク・ジツはないが、強力なカラテとジュー・ジツ、ゲンドーソー直伝のチャドーにより大半のニンジャを圧倒する強さを見せる。加えてナラクの記憶している敵ニンジャの操るユニーク・ジツやカラテ、クランから推察される戦法に関する情報、意表をつく登場や皮肉を交えた挑発などの情報戦・心理戦も多用する。一方、ソウカイニンジャの分析によれば射撃戦は不得手とされるが、「ツヨイ・スリケン」などのスリケンを使った技も使用する。
「スゥーッ！ハァーッ！」とチャドーの呼吸を行うことで、精神統一と急速な肉体の回復を行うことができる。
赤黒いニンジャ装束と「忍殺」と刻まれたメンポ、ドウグ社製のブレーサーを装備する。特に装束とメンポは彼を表現する重要な要素となっており、度々「赤黒のニンジャ」と称される。
普段は「イチロー・モリタ」という偽名を使い、ハンチング帽にトレンチコートという姿で行動している。
第4部ではリアルニンジャ「サツバツナイト」として活動している。ニンジャスレイヤーの力を失ったためかつてほどの戦闘力はないものの、並のリアルニンジャならタイマンで撃破できるほどのカラテを有している。
『このライトノベルがすごい！』男性キャラクター部門では2017年版で6位を獲得している
ナラク・ニンジャ（Naraku Ninja）
声 - 麦人
フジキドに憑依したニンジャソウル。全てのニンジャを憎悪していること以外に詳細は不明。カツ・ワンソーに対する憎しみの記憶を持ち、古事記にさえその存在が書かれていないなど、正体は謎に包まれている。
他のソウルとは違い憑依してなお自我を保っており、老人のような口調で一人称は「ワシ」。
アーチ・ニンジャでさえ「こわっぱ」と称するほどの圧倒的なカラテを持ち、ニンジャに対する知識も幅広い。苦戦するフジキドに対して情報と引き替えに表に出すように持ちかけるなど狡猾さもある。戦闘の際は度々力を貸すが、「全てのニンジャはいずれ闇に飲まれる」「殺し損ねれば禍根を残す」として敵対していないニンジャはおろかモータルの巻き添えも躊躇しないため、フジキドからは警戒されている。
ナラクの力が表に出る「ナラク化」がおこると、フジキドの目にセンコのような赤く細い光が灯り、フジキドを超える強力なカラテ、黒い炎を操るジツと血を黒い金属に変化させる再生能力を得る。ただしナラクに肉体を操られる危険性も高いため、その制御は極めて困難である。事実ニンジャスレイヤー誕生当初からゲンドーソーのインストラクションを受けるまでは、たびたびナラクに身体を乗っ取られていた。このナラク共振能力こそがニンジャスレイヤーのユニーク・ジツとする見方もあり、アマクダリではカラテ窮地に対するニンジャスレイヤーの異常な反応を「ニンジャスレイヤー・アブノーマル・リアクション・アゲンスト・カラテ・アージェンシー」（Ninjaslayer Abnormal Reaction Against Karate Urgency）と称している。
第3部終盤にフジキドと分離し、第4部では新たにマスラダに憑依。彼を新たな『ニンジャスレイヤー』へと変える。
ドラゴン・ゲンドーソー（Dragon Gendosoh）
声 - 秋元羊介
鍛錬によってニンジャになった「日本最後のリアル・ニンジャ」。フジキドの師匠（名鑑では3日間だけ）。ニンジャネームは「ローシ・ニンジャ」。
平安時代から続くドラゴン・ニンジャ・クランのマスターであり、暗殺拳・チャドーの継承者。またカラテやジュー・ジツも達人級である。フジキドからは「センセイ」と呼ばれる。
ニンジャソウル憑依直後のニンジャスレイヤーの暴走を止め、後に彼を弟子と認めて教えを授けるが、ソウカイ・シンジケートの刺客との戦いで、アンタイ・ニンジャウィルス「タケウチ」を受けて衰弱してしまう。その後は療養生活を送っており、フジキドの手に入れた薬でいくらか持ち直すも、ダークニンジャによって殺害されてしまう。しかし彼の教え「インストラクション」はフジキドの心に刻まれ、幾度も命を救っていくことになる。
ドラゴン・ユカノ（Dragon Yukano）
声 - 種田梨沙
ゲンドーソーの孫娘。
フジキドを慕っており、ゲンドーソーが療養生活に入ってからはフジキドにも教えを請うている。「その胸は豊満であった」と頻繁に描写されるグラマラスな体型が特徴。シャウトは「キエーッ！」。
一時期はフジキドと行動を共にするも、ドラゴン・ドージョーが襲撃されて以降は行方不明となる。その後、記憶喪失のニンジャ「アムニジア」としてイッキ・ウチコワシに属していたことが明らかになる。
その出自に秘められた謎は、第2部後半にて明かされる。本作のキーパーソンの一人とも言える人物である。
ナンシー・リー（Nancy Lee）
声 - 斎藤千和
フジキドに協力する自称フリーランスのジャーナリスト。
鎖国体制下の日本には珍しいコーカソイド系の美女で、ユカノらと同様に登場する度に豊満な胸が強調される。モータルでありながら、ニンジャと渡り合うほどのハッキング能力をもつなど出自には謎が多い。
ニンジャの真実を知らずに企業の陰謀に接近しすぎ、ニンジャに襲われた所をフジキドに救われ、協力体制を結ぶ。
デッドムーン（Dead Moon） / ミフネ・ヒトリ
声 - 武内駿輔
死体を専門とする凄腕の運び屋で、伝説のクラシック・スポーツカー「ネズミハヤイDIII」を改造した装甲霊柩車を操る。
逆モヒカン状の髪型に、通り名の由来である花札の「デッドムーン・オン・ザ・レッドスカイ」の刺青などパンク的な容貌であるが、依頼に対しては誠実で、モットーは「家族が大事」。愛車を「レディ」と呼んで偏愛している。
当初は敵としてフジキドを襲撃するが、以降はフジキドらから依頼を請け、幾度と無くその窮地を救うことになる。ザイバツからもフジキドの協力者と目されている。
シルバーキー（Silver Key） / カタオキ（Kataoki）
フジキドに協力する青年のニンジャ。気弱な性格だが、窮地においては大胆な行動に出る。決め台詞は「俺だ！」。
ニンジャソウル憑依によって精神に介入する「ユメミル・ジツ」を体得し、それを活かしてキョートで鍼灸師を営んでいたが、ジツに目をつけたザイバツに拉致され、どこにいても位置を把握できるように発信機を体に埋め込まれてしまった。
カラテの技量が絶望的なこともあって、当初は自らの安全を求めての協力体制であったが、やがてフジキドとは友情関係で結ばれていく。
エーリアス・ディクタス（Alias Dictus）
第3部から登場する、ネオサイタマに暮らす少女ニンジャ。
他者の肉体を憑依操作する「ユメミル・ジツ」の使い手。ニンジャとは思えぬ気弱な性格をしている。黒いショートボブに痩せて小柄。永久脱毛した眉には茨のようなタトゥー。「地獄お（Hell-Oの意）」と書かれたマフラーを巻いている。なお、エーリアスの身体は女性だが人格は男性（本人にとっては不本意な状態であるらしい）。その正体はイグナイトの身体を借りたシルバーキー。
第4部では2人が分離したためエーリアスとしては登場しない、と思われたが……？
ブレイズ（Blaze）
エーリアスと肉体を共有しているもう一つの人格。「インプルーブド・カトン・ジツ」を使う。
実は二重人格ではなく、エーリアスの身体の元になったイグナイトの人格がその正体。時折エーリアスの人格と入れ替わって表に出る。両者の人格はエーリアスが表に出ている時はそのまま意思疎通ができるが、ブレイズが表に出ている時はお互いが交互に喋らなければならない。性格は粗暴だが面倒見が良く、普段は用心棒をしているシバカリ
第2部でザゼン中毒で動けないナンシー・リーが自分とニンジャスレイヤー達を支援するため雇った傭兵ハッカー。
腕前は凄腕レベルで的確な情報収集能力や状況判断力の持ち主で、ナビゲーション能力も優秀。強敵ニンジャとニアミスすることも多いが、的確な状況判断を武器に生き残っている。
ユンコ・スズキ
第3部から登場する女子大生。ネオサイタマの高級住宅街でオムラ・メディテックのエンジニアの父親と暮らしていた。
父親がニンジャに殺害されたことで状況は一変し、彼女も知らなかった自身の秘密を巡る事件に巻き込まれる。ニンジャスレイヤーやナンシーの協力で事件が解決してからはナンシーの元でハッカー修行をしながら、ナンシーやニンジャスレイヤーをサポートする協力者の一人となっている。

### ニンジャスレイヤーと協力者（第4部）
マスラダ・カイ（Masurada Kai）
第4部の主人公。元はオリガミアーティスト志望の青年だったが、サツガイの攻撃を受け重症を負いナラクが憑依、ネオサイタマでは二人目のニンジャスレイヤーとなる。アユミの死の原因であるサツガイの居場所を探るため、関連があると思しきニンジャ達を襲い、「サツガイを知っているか」と問いかけ情報を集めては、殺し続けている。
他人の言動に対しことあるごとに「知らん」「どうでもいい」と切り捨てる近寄りがたさがあるが、人助けを厭わないところもある。孤児のため施設で育ったことから、学校やサラリマンの知識を持ち合わせていない。
戦闘スタイルはフジキドと異なり、獣のような前傾姿勢の構えから、爪を駆使した引っ掻きやアイアンクローなどで荒々しく戦うものになっている。また、フジキドはドウグ社製のフックロープを使用していたが、マスラダはナラクの黒炎からフックロープを自前で生成する事ができる。
チャドーの呼吸法はフジキドと異なる「スゥーッ！フゥーッ！」であり、歪な我流のもの。
戦闘の中で敵の戦い方を把握し、理解することで攻略法を編みだす。決め台詞は「理解したぞ」「だいたいわかった」など。
アユミ
マスラダとともに育てられた幼馴染の女性。突然現れたサツガイとの遭遇の中、死亡する。マスラダと恋愛関係にあったかは不明。
コトブキ（Kotobuki）
自我を持ったオイランドロイドである「ウキヨ」の少女。淡いオレンジ色の髪が特徴。DIYが趣味。誰に対しても敬語で話す。
自我がないころは、所有者により雑居ビルの出口のない一室に閉じ込められ、壁一面の古い映画のビデオを見せ続けられる教育を施されていたが、すべて見終わったことと、ニンジャ同士の戦いにより壁を破壊されたことを機に脱出。ニンジャスレイヤーに助けられて以降は行動を共にする。
正義感が強く、「困っている人を助けないのは腰抜け」をモットーにしており無関係な一般市民にも優しいが、映画の知識で育ったためか言動が奇妙である。
アオザイを正装と認識しているほか、スーツケースを持ち歩き、国やシチュエーションに合わせて民族衣装やタキシードなどに逐一着替える習性がある。
カンフー映画の影響と後の修練、オイランドロイドとしての身体能力の高さから、ニンジャには及ばないものの高い格闘能力をもつ。
本来セクサロイドとして作られたが、性交を求められた際は「自我があるのでダメ」と拒絶する。
タキ（Taki）
ピザ屋「ピザタキ」を営む、日本人とアメリカ人のハーフ。本名ではなく偽名。黒髪混じりの金髪。情報屋が本業だが、ハッカーとしての能力は二流。しかし物語の進行と共に能力を高めつつあり、最高時にはテンサイ級の腕前を発揮、合成麻薬ブラックベルトを用いUNIX無しでのIRCダイブを可能とする。
マスラダに命を救われたのをきっかけに、脅される形でサツガイ探しに協力することとなる。
性格は軽薄で無責任だが、ニュースでマスラダ達の危機を知り動揺するなど仲間思いな面もある。
ニンジャとの戦闘はできないため、自らは「ピザタキ」地下アジトからUNIXでのナビゲーションとハッキングにより、IRCを通じてマスラダ達を支援する。

### ガンドー探偵事務所
ディテクティヴ（Detective） / タカギ・ガンドー（Takagi Gando）
声 - 小山力也
身長190cmを越える壮年の私立探偵。ナンシーに紹介されたことで、第2部を通してフジキドの相棒となる。
カートゥーンとオスモウを好む明るく快活な性格。「かつてはアニメに出てくるニンジャに憧れたこともあったが、現実的ではないので、探偵に憧れるようになった」と語る。
49口径マグナムの二丁拳銃とその反動を利用する「暗黒武道ピストル・カラテ」の達人。モータルでありながら下級ニンジャとある程度は戦える程の腕前だが、ZBRの中毒によりすでに白髪で腕も錆びつきつつある。LAN直結者であるが、そのハッキングの技量はナンシー程ではない様子。
ある事件にて瀕死の重傷を負うも、カラス・ニンジャに憑依されニンジャ「ディテクティヴ」として甦った。影からカラスを生成して操ったり、弾丸として銃に装填できるユニーク・ジツを使う。しかし当人のニンジャに関する知識が少ない（それでも一般人と比較すれば破格である）ため、ジツではなくニンポと言ったり、能力を直感的に使っていることが多い。
第4部ではヤタガラスの姿で登場する。
シキベ・タカコ（Shikibe Takako）
ガンドーの助手だった女性。本編時点では故人。
かつてクルゼと助手のガンドーに殺人鬼から救助され、失職した際にその縁で探偵事務所に雇用された。
ネオサイタマで人気のアニメ「サムライ探偵サイゴ」の原作者。
ある事件の捜査中に何者かに射殺され、現在はその人格だけが移植されたチップのみが残っている。ガンドーはその犯人を見つけること、そして復讐することを誓っている。
第4部ではチップによる人格の蘇生が成功、オイランドロイドボディに体を移している。

### ソウカイ・シンジケート
ラオモト・カン（Laomoto Khan）
声 - 津嘉山正種
ネオサイタマに君臨する悪の帝王。「ソウカイ・シンジケート」のボス。「リアル・ニンジャ」を称することもあるが、真相は定かではない。
「ヨクバリ計画」による人体改造の結果 「ブケ・ニンジャ」をはじめとした七つのニンジャソウルを宿し ニンジャネームとして「デモリション・ニンジャ」と表現される。黄金のメンポにアルマーニのスーツという派手な出で立ちで、「ムッハハハハハハ！」という笑い声が特徴。金髪の白人オイランを侍らせていることが多い。
ミヤモト・マサシの信奉者で、その愛刀「ナンバン」「カロウシ」を振るう。その強さは圧倒的で、シンジケート自体「自分で動くまでもない些事に対応するために」作っただけに過ぎないという。
弱者が苦しむ姿を見ることを何よりも好む残忍な性格だが、絶大なカリスマ性を持ち多くの信奉者がいる。「ネコソギ・ファンド」の社長としてネオサイタマ知事選挙に出馬し、表裏両方からネオサイタマの支配を画策する。
自らの欲望のままに無辜の人々を犠牲にしており、フジキドの妻子はそのための抗争に巻き込まれて死亡した。
ダークニンジャ（Dark Ninja） / フジオ・カタクラ（Fujio Katakura）
声 - 速水奨
フジキドの妻子を殺し、ニンジャスレイヤー誕生のきっかけを作った男。本作におけるライバルキャラクター。
憑依したソウルは「ハガネ・ニンジャ」。己のカラテのみを頼りとする戦闘機械のような人物で、心の奥底には貪欲な戦闘者の意思と残虐性を秘めている。カラテだけでなく妖刀「ベッピン」の使い手で、必殺の「デス・キリ」により多くの敵を葬り去ってきた。クナイ・ダートを使う。
彼の先祖は名も無きモータルであったが、村に落ち延びてきたハガネ・ニンジャを殺害したため、子孫末代に至るまで解けることがないエンシェント・カンジの呪いをかけられた。以降、カタクラ家の当主は背中に消えない漢字が刻まれ、若くして命を落としたり、精神を病んだ者が続発したりという不運が代々続いた。フジオ自身も一族に伝わる呪いに加え、事業に失敗した両親から捨てられるなど、恵まれない幼少時代を過ごした。そんな自らの運命に抗うため、世界各地をトレジャーハンターとして放浪し、エジプトの遺跡にてついにベッピンを手に入れた。それと同時にカンジの呪いが解け、ハガネ・ニンジャのソウルが憑依したことでダークニンジャとなり、第1部ではラオモトの懐刀、第2部ではザイバツの懲罰騎士として、ニンジャスレイヤーの前に幾度と無く立ちはだかる。

#### ソウカイ・シックスゲイツ（6 Gates）
伝説のニンジャ六騎士にちなむソウカイヤの威力部門。文脈によってはその中の最高幹部、シックスゲイツの六人を指している。
ニンジャスレイヤーによって次々に殺害されており、アンダーカードと呼ばれる下級幹部から補充されるために六人は入れ替わりが激しい。ここでは複数のエピソードに登場するメンバーのみ紹介する。
下記以外の代表的なメンバーは、常人の三倍の脚力を誇るバンディット（声 - 広瀬淳）」、フドウカナシバリ・ジツの使い手ビホルダー（声 - てらそままさき）、氷のスリケンを操るフロストバイト、ショーゴーとヤモトを勧誘するために現れたソニックブーム（声 - 黒田崇矢）など。
入れ替わりが激しいために力量は時期によってまちまちだが、初期メンバーの六人はザイバツ・グランドマスター級と比較しても遜色のない実力者揃いであったとされる。
アースクエイク（Earthquake）
声 - 白熊寛嗣
2.5mの巨体を誇るビッグ・ニンジャクランのニンジャ。ヒュージシュリケンとコンビを組んでドラゴン・ドージョーを襲撃した。
巨体から繰り出す強力なカラテとナラク化したニンジャスレイヤーの猛攻に耐える耐久力が武器。一方で頭脳も明晰であり時には冷徹な判断をも下す。
ヒュージシュリケン（Huge Shuriken）
声 - 代永翼
背中に背負った巨大な強化セラミック製スリケンを操るニンジャ。
一対多数の戦闘を得意とし、アースクエイクとコンビを組んで接近戦の不利を補っている。
なぜか「スリケン（suriken）」ではなくhが入った「シュリケン（shuriken）」の表記。ニンジャ名鑑では「ヒュージスリケンとも」と記述されているが、書籍版の名鑑では翻訳チームが原作者に問い合わせたものの、回答はなかったとされている。
グラマラス・キラーズの単行本第1巻には、アースクエイクとの出会いを描いた漫画オリジナル作品が収録されている。
ヘルカイト（Hell Kite）
声 - 高木渉
「ハリキリ」「殺伐」といった威圧的なショドーで飾られた折りたたみ式巨大凧で自在に宙を舞う、斥候および後方支援に長けたニンジャ。バイオバンブーの槍で上空から急襲する戦法で直接戦闘もこなす。
専用のトレーニングルームを持つなど、若くしてシックスゲイツの座に登り詰めたが、そのスピード出世には多くの同僚から疑惑と嫉妬の目を向けられている。
物語開始時点ではシックスゲイツの中では新参者であったが、ニンジャスレイヤーとの直接戦闘を回避し続けたため長期に渡り在籍し続け、第1部終盤には最古参のメンバーとなっていた。
ダイダロス（Daedalos）
声 - 宮下栄治
ソウカイヤのネットセキュリティを担当するハッカーニンジャ。
カラテには優れないが驚異的タイピング能力により電脳戦は敵無し。数々のLAN直結者のニューロンを破壊し廃人に追いやってきた。
自身に匹敵するハッキング能力を持つナンシーを「電子のヨメ」と呼びしつこく追い掛け回す。
ウォーロック（Warlock）
声 - 緑川光
遠方に居ながらにして他人の精神を乗っ取り、肉体を遠隔操作できるフドウノリウツリ・ジツの使い手。
新参者ながらその特異な能力を活かして組織の重鎮にのし上がったが、胸の内にはさらなる野心をひた隠しにしている。
ゲイトキーパー（Gatekeeper）
声 - 糸博
シックスゲイツ創始者であり、ラオモトの懐刀。エンハンスメント・ジツで強化された、攻防一体のトンファー・ジツを操る。
現在は名誉構成員として第一線を退き管理維持にあたっているものの、未だその実力は衰えず、他のニンジャとは別格のワザマエを誇る。また戦闘の中にあっても敵の力量を素直に認めて讃えるなど、人格面も優れている。
ラオモトを「清濁併せ呑む大樹のごとき器」と称し心酔。彼ならば無軌道なニンジャ達を従え、混迷のネオサイタマに秩序を齎すものと忠誠を誓っている。そのためなら多少の犠牲をも厭わない。

### ザイバツ・シャドー・ギルド
ロード・オブ・ザイバツ（Lord of Zaibatsu）
「ザイバツ・シャドー・ギルド」の首領で、顔をベールで覆った車椅子の老人として描写される。
しかし自分の存在を巧妙に隠匿しており、その正体を知るのはパラゴンのみ。すべてが謎に包まれた存在である。
何らかの陰謀のため、三種の神器とユカノを求めている。
第2部クライマックスにてその正体が明かされるが、正体について読者が公表することは作者サイドから禁止されている 。

#### グランドマスター
パラゴン（Paragon）
グランドマスターの筆頭。事実上のザイバツNo2。
様々な知識に通じた完璧主義者。政治力にも長けた曲者であり、他のグランドマスターからは警戒されている。
しかしロードへの忠誠心は本物で、唯一その素顔と正体を知っている人物でもある。
ダークドメイン（Dark Domain）
次元操作能力を持つ唯一のニンジャソウル「マイニュ・ニンジャ」憑依者。
己の腕のみを信頼する武闘派であり、自身の気晴らしのためだけに眉一つ動かさず民間人を殺傷するなど非常に残忍な性格。
アンタイ・ウェポンと呼ばれる武器を呼び寄せるユニーク・ジツ「ムシアナ・ジツ」の使い手。ニンジャスレイヤーとメイアルーアジコンパッソの応酬を繰り広げる等、カラテの力量も高い。
サラマンダー（Salamander）
ドラゴン・ドージョー出身。
何の特殊能力も持たないゲニン憑依者でありながら、その類いまれなる学習能力とカラテの強さで伸し上がった。
死の格闘大会「シャドー・コン」の主催者として兄弟弟子のニンジャスレイヤーを待ち受ける。
ケイビイン（Keibiin）
憑依したニンジャソウルは「オダ・ニンジャ」。
「警備員」の名の通り、キョート城本丸の警備および庭園の管理を担っており、敵の侵入を許したならば相手を倒した後に自らもセプクして償う覚悟を持つなど、強い責任感の持ち主。
その実力も極めて高く、念力で刀や盾を操る「アスラ・カラテ」の力量は「アイサツの時点でカラテの格が伝わる」と表現された。
スローハンド（Slow Hand）
憑依したニンジャソウルは「イダテン・ニンジャ」。
自らの肉体を一気に加速させる「ヘイスト・ジツ 」の使い手だが、加速にともなって老化も進行するという弱点があり、多用はできない。
老化を治療し、またロードの支配を盤石にするため、ヨロシサン製薬と密かに手を組まんと画策している。
イグゾーション（Exhaustion）
声 - 鳥海浩輔
強力な「マズダ・ニンジャ」の憑依者。
生命力を活性化、暴走させる「バリキ・ジツ」の使い手で、敵の肉体を爆発四散させることも出来る。また「バリキ・ジツ」は脳にも影響を与え、判断力を低下させる 。
鷹揚かつ典雅な物腰だが、モータルはおろか自身の部下すら消耗品として扱う酷薄な人物。政治手腕にも長け、パラゴンを警戒しつつ、同じ上流階級出身のスローハンド、パーガトリーらと派閥を形成する。
他のものに先んじてロードの求める三種の神器を入手しようと、セキバハラを舞台に計画を張り巡らせた。
パーガトリー（Purgatory）
全身に暗黒カラテ粒子をまとってバリアにする他、連射が可能な「暗黒カラテミサイル」の使い手。
政治闘争にばかり注力する小心な愚鈍者として他のグランドマスターから軽んじられているが、これらは自らの本心を隠すための演技に過ぎない。
ニーズヘグ（Nidhogg）
逆棘状の異形の銛のようなヘビ・ケンを振る優れたカラテの持ち主。武人気質な戦闘狂。
高い戦闘能力を持ったダークニンジャに惹かれ、彼とその配下であるシテンノの後ろ盾となる。
ヴィジランス（Vigilance）
電算機室の最高責任者で、普段は電算機室の天井裏にいる。
元エコノミストであり、キョートの経済監視、ザイバツの秘密に迫った者を社会的に抹殺するなどの激務を24時間体制でこなしている。電脳担当にも関わらずLAN直結者ではない。
カラテでの戦闘力は他のグランドマスターに劣るが、情報管理能力・外交能力の高さとエコノミック・カラテの実力からグランドマスターの地位にある。

#### マスター
ディプロマット（Diplomat）、アンバサダー（Ambassador）
ザイバツのマスター位階に就く双子のニンジャ。
兄弟が力を合わせる事で離れた空間を繋ぐ「ポータル・ジツ」を使い、それぞれが有事に備えキョートとネオサイタマに待機している。
ワイルドハント（Wild Hunt）
ザイバツには珍しくハイテクや外部協力者の使用を躊躇しない合理的な思想の持ち主。組織へ忠誠心はあるが意志決定の遅い上層部への不満を持っている。
アデプトのモスキートやインペイルメントらと共に先遣隊としてネオサイタマへ駐留している。
現場指揮官として上層部との折衝に腐心しつつ、直接戦闘においても様々な機能を持つ独楽を駆使して活躍する優秀な指揮官ニンジャ。

##### ザイバツ・シテンノ
パープルタコ（Purple Tako）
ザイバツ・サイバネ強化ニンジャ集団「ザイバツ・シテンノ」のメンバー。シテンノの中では唯一の女性。ダークニンジャの腹心の一人となる。
その眼力と色香で相手を魅惑し操るヒュプノ・ジツの使い手。性交しながら口の触手で相手の精気を吸い取って殺すことを好むという異常性欲者である。
ブラックドラゴン（Black Dragon）
漆黒の装束と竜頭型のメンポを装着したニンジャ。バイオサイバネ手術により爬虫類を思わせる口に改造しているが、極端な性格が多い「シテンノ」の中では常識的な性格。
状況分析に優れ、素手のカラテだけでなく武器術の力量も高い。シャウトは「シテンノ！」。
自在に操作できる黒い霧を放つユニーク・ジツを持つが、目くらましの一種に過ぎないと自覚しており、強力なユニーク・ジツをもつレイジをアプレンティスとして迎え、彼のメンターとして指導している。
レッドゴリラ（Red Gorilla）
「何事も暴力で解決するのが一番」という過激な思想の持ち主で、筋力を武器とするビッグニンジャ・クランのソウル憑依者である。
役立たずと見なした部下は容赦なく切り捨てる非情さや、暴力主義的な思想からレイジには嫌われているが、同じビッグニンジャ・クランの部下からは精神的なメンターとして慕われている。
アイボリーイーグル（Ivory Eagle）
寡黙かつ冷静に任務を遂行する人物で、イーグルの名の通り飛行能力を持つ。戦闘ではナパーム弾や空中からのエアロカラテを使う。
誰にも明かさないある秘密があり、それは任務中に明らかになる。

#### アデプト
シャドウウィーヴ（Shadow Weave） / ナブナガ・レイジ
ザイバツに所属するアデプト・ニンジャ。本名は「ナブナガ・レイジ」。
「Shadow Weave（影を編む）」の名の通り、影を自在に操る強力なジツを使えるが、未熟なため力は制限されておりクナイ・ダートの生成も出来ない。またカラテの力量も低く、モータルであるガンドーにさえ苦戦した。
自身に道を示してくれたブラックドラゴンに心酔する一方で、ザイバツの理想であるニンジャ階級社会には疑問を抱いている。
フェイタル（Fatal）
アンバサダー配下のアデプト。
普段はプラチナブロンドで豊満な胸の美しい女性だが、「ヘンゲヨーカイ・ジツ」により醜怪な獣へと変化する。
アムニジア誘拐の命令を受け、ブラックヘイズと共に行動するが、ザイバツの壊滅以降もそのままコンビを組んでいる。
イグナイト（Ignite）
アンバサダー配下のアデプト。髪を赤く染め左側だけを丸刈りにしている。
強力なカトン・ジツの使い手で、短距離ではあるが瞬間移動能力も持つ。短気で粗暴な性格ではあるが、上司であるアンバサダーのことは尊敬している。

#### その他
アラクニッド（Arachnid）
元ザイバツ・ニンジャ。
ザイバツから脱走しようとした咎でホウリュウ・テンプルの地下座敷牢に幽閉されている。
他人の夢の中に入り込むユメアルク・ジツを使う。
ニンジャ考古学に詳しく、花札タロット占いを得意とする。

### アマクダリ・セクト
ラオモト・チバ（Raomoto Chiba）
声 - 松本梨香
ラオモト・カンの息子。父の跡を継いで「ネコソギ・ファンド」を経営し、「アマクダリ・セクト」の首領としてネオサイタマ経済を表裏から牛耳ろうとしている。なお、ラオモト・カンの子は腹違いでチバ以外にもいたが、跡目争いで大半が死亡した。
未だ変声期を終えていない少年であり、アガメムノンに傀儡として利用される一方、その内面には父に通じる王としての資質を秘めている。父親譲りの笑い声も特徴。
父の敵であるニンジャスレイヤーを執拗に狙う。ソウカイヤを離反したダークニンジャにも憎悪を募らせている。

#### 「12人」
アガメムノン（Agamemnon）/シバタ・ソウジロウ（Shibata Soujirou）
アマクダリ・セクトのアクシスを束ねる「12人」の一人。
表向きはネオサイタマ知事サキハシの私設秘書として行動しているが、裏ではチバの参謀役として実質的にアマクダリを牛耳っている。紳士的な口調ではあるが、モータルを見下している。
政治手腕だけでなく、憑依した「ゼウス・ニンジャ」 の電撃を操るユニーク・ジツ「デン・ジツ」も強力。
スパルタカス（Spartacus）
アマクダリ・セクトのアクシスを束ねる「12人」の一人。
ネオサイタマの警備保障会社上位3社の筆頭株主およびネオサイタマ格闘技振興連盟会長にして、古代ローマカラテの筆頭伝承者で圧倒的カラテの持ち主。

#### アマクダリ・アクシス（Amakudari Axis）
アマクダリの中枢を担う組織。
アガメムノンを含めた「12人」の意思決定機関を頂点として、彼らの配下やチバ直属の精鋭ニンジャによって構成される。「12人」は全員が表社会でも高い地位や権力を有しているとされる。
幹部以外のアクシス構成員は、全長10フィートもの巨大な槍を自在に操るドラゴンベインや、隠密状態からの単分子ワイヤーによる絞殺を得意とする暗殺ニンジャシズケサ、拳で殴った箇所を爆破するガングローブを装備したファイアブランドなど。
ネヴァーモア（Never More） / オニヤス・カネコ
ラオモト・チバの忠僕であり唯一全幅の信頼を置く存在。ソウカイヤ系列のヤクザ上がりのニンジャ。
ラオモト・カンの狂信者でありその姿を入れ墨として背負うほど。チバの護衛として常に傍らに立ち苦悩も理解しているため、彼を傀儡として利用するアガメムノンを憎悪している。
ユニーク・ジツは無いが、相手の反撃を許さないまま圧倒する強力なカラテが武器。
ニンジャネーム命名の経緯は「ライズ・オブ・アマクダリ」で語られる。
シャドウドラゴン（Shadow Doragon）
アマクダリ・セクト、アガメムノンの忠実なる配下。
竜人のような影に全身を包まれた謎のニンジャ。相手の影を縫いとめて動きを封じるシャドウピン・ジツや強酸性のブレスなど強力なジツを使うが、アガメムノンの命令を最優先に行動するため融通が利かず扱い辛い。

### イッキ・ウチコワシ
バスター・テツオ（Buster Tetsuo）
声 - 小西克幸
イッキ・ウチコワシの書記長。背中に「一揆」「打毀」と書かれた2本の旗を背負う。
その正体は謎に包まれているが、フェイタルによると、ニンジャではないらしい。
アンサラー（Answerer）
声 - 楠見尚己
鎌と槌が刻まれたメンポに赤い装束という出で立ちのニンジャ。
バスター・テツオに代わって演説を行うなど組織では上位におりアジテーション能力も高い。
ドラゴン・ドージョーの出身者であり「バーニングハンド」という強力なチョップ技を使う。アマクダリのニンジャを一蹴し、ネコネコカワイイの機体ですらも一刀両断してしまうほどの威力を誇る。戦闘能力も高く、ナラクの力を引き出したニンジャスレイヤーとも互角に渡り合える。
アムニジア / マナメ
声 - 種田梨沙
記憶喪失となっていたユカノが、アンサラーにより革命闘士として染め上げられた姿。
イッキ・ウチコワシの戦闘エージェント、ラプチャー（声 - 西田雅一）と婚約している。アムニジア自身は一目惚れと言っているが、書籍版の名鑑では組織ぐるみの不可解な経緯を疑われている。記憶をなくしていることと洗脳されているためか、ニンジャスレイヤーの助言には耳を貸さなくなっている。
学生を革命運動に引き込む際は「マナメ」の偽名を名乗る。武器は弓で、その腕前はモーターヤブやモーターツヨシの関節や武装を狙って撃ち抜けるほど。ユカノと同じく、シャウトは「キエーッ！」。

### オムラ・インダストリ
モーティマー・オムラ（Mortimer Omura）
オムラの社長。47歳。アメフト選手のような体格。
大きく強力な兵器を推進する「モーター理念」を提唱するなど、子供じみた考えの持ち主。
アルベルト・オムラ（Albert Omura）
モーティマーの父でオムラの会長。体の衰えから車椅子に乗っている。
会長職に退いてはいるが、社長室に来てはモーティマーの経営に苦言を呈している。
ネブカドネザル（Nebuchadnezzar）
オムラ・インダストリ専属のニンジャ。体の9割以上を改造しており自身を「所有物」と呼んでいる。名鑑では「決戦ニンジャ」と称された。
外付けの巨大な武装ユニットである「モーターツヨシ」による圧倒的火力と重装甲、秀でた戦術眼で複数のニンジャを同時に制圧する。

#### オイランドロイド(Oiranndroid)
ネコネコカワイイ
声 - 五十嵐裕美（ネコチャン）、内山夕実（カワイイコ）
ネオサイタマにおいて人気のアイドルデュオユニット。2体のオイランドロイド「ネコチャン」と「カワイイコ」により構成される。売りとするジャンプは脚をW字に真横へ曲げる人間の骨格では不可能なもので、「ネコネコカワイイ姿勢」と表記される。「ネコネコカワイイ」として使われているオイランドロイドは1体だけではないらしく、複数のボディの存在が語られている。
モーターカワイイ
オムラ・インダストリ製暗殺用オイランドロイド。オイランドロイドとしてのAIのほか、モーターシリーズとしての戦闘用AIを併設する。モーターヤブやモータードクロよりAIの性能は上で、ボディガードに当たれる程度の性能はある。しかし、ニンジャには歯が立たない。
電子マイコ
声 - 能登麻美子
ネオサイタマやキョートなどで広く使われている電子音声。マグロツェッペリンからの放送においても、電子マイコの音声が使用される。京都弁。

### ヨロシサン製薬
リー・アラキ（Dr. Lee Aaraki）
声 - 千葉繁
第1部の段階ではヨロシサン製薬からソウカイヤに派遣された科学者。劇中では敵味方問わず「リー先生（Dr.Lee）」と呼ばれることが多い(先生は敬称ではなく、肩書である)。
ニンジャに関する科学だけでなく歴史にも詳しいが、出で立ちや言動・行動は典型的なマッドサイエンティストである。一人に複数のニンジャソウルを憑依させる『ヨクバリ計画』や、ゾンビー・ニンジャの開発などの功績から、数々の失敗も見逃されている。
ソウカイヤの崩壊後も研究を続けており、第2部からはヨロシサンから独立して不死のニンジャ開発を目指す『イモータル・ニンジャ・ワークショップ（INW）』を創設。第3部の時点ではアマクダリの「12人」に数えられるまでに至り、第4部でもINWの拠点をフジサンの地下に移して研究を続けている。
あくまでニンジャの研究が第一目的であるため、協力対象は問わないので、結果的にニンジャスレイヤーの味方になることもある。
フブキ・ナハタ（Fubuki Nahata） / フォーティーナイン（Forty Nine）
声 - 水谷優子
リー・アラキの助手であり、愛人。自身も優秀な研究者である。
髪はボブカットでオレンジ色。劇中ではシリコンによる豊胸と明言された唯一の人物。
リー・アラキに惹かれており、胸元を強調した白衣でたびたびアプローチをかける。
ニンジャ名鑑によれば、リー先生の49番目の被検体となったのが彼女であり、最後の、そして最高の作品だったとされる。第3部で致命傷を負い、リー先生の手でアンデッド・ニンジャとなった経緯を持つ。
アンデッド・ニンジャと化してなお生前の容姿を保つが実体は無く、触れた者からカラテを吸収するカラテドレインが発動してしまうため彼女自身もリー先生に触れられない。この実体のない存在とは別に「巨大な死肉と触手と目玉の塊」と表される物理的な肉体が存在しており、ツキジ下層部全域に潜んでいる。捕らえた生物をゾンビー化させる能力も有しているらしい他に、UNIXに干渉し操る能力も秘めているようで、誕生の瞬間にダンジョン内に居合わせたユカノとエーリアスはただならぬ気配に戦慄している。
憑依しているソウルは「ヨミ・ニンジャ」のものに加え、イカ・ニンジャ・クランの上位ニンジャソウルも半ば事故のような形で憑依させている。
ブルーブラッド（Blue Blood） / トリダ・チェンイチ（Torida Chenich）
リー・アラキの助手。気弱な性格。日本有数の頭脳を持っている。
ジェノサイドの脱走事件に巻き込まれ死亡するが、保管されていた遺体にアーチニンジャの「フジミ・ニンジャ」を憑依させられヴァンパイアニンジャ「ブルーブラッド」となり復活。アンデッドでありながら生前の記憶を有する稀有なニンジャとなり、以降は芝居がかったナルシストな性格になっているが、リー先生への忠誠は全く変わらない。
リー・アラキに心酔する一方、フブキを一番に嫌い、次いでニンジャスレイヤーを憎んでおり、またソウルがシ・ニンジャの眷属であったため、第4部の段階では本人の意思とは別にヤモト・コキに対しても忠節を尽くしがちである。

#### バイオニンジャ
ヨロシサン製薬によって開発された、肉体改造の施されたニンジャ。ソウカイヤやザイバツに多数派遣されている。
両腕がハサミに置換されたロブスターのように生体部品を移植した後天的な者、培養槽で調整を施された先天的な者が存在する模様。後者は変幻自在の肉体や複数の腕などの特殊能力を有する。生存のためには「バイオインゴット」と呼ばれるヨーカン状の物質を定期的に摂取する必要がある。
ロブスター（Lobster）
声 - 津田健次郎
ヨロシサン製薬が放ったバイオニンジャ。両腕がハサミに置き換えられている。アニメイシヨンでは人間大のロブスターの姿をしている。ハサミからはハサミ型スリケンが発射される。
ロブスターの登場する「デイ・オブ・ザ・ロブスター」はニンジャ名鑑によるとゴーストライター説がつきまとうとされ、名前やデザインも安直であることから読者の評判も悪いとの記述がある。人気投票や書籍版のイラスト募集でロブスターは無効票扱いされるなど、色々と曰く付きのニンジャである。
ニンジャスレイヤー公式ゲームであるAREA4643の終盤に西暦4643年の上記エピソードンを元にしたと思われるステージにて原作通り大量に出現する

### サヴァイヴァー・ドージョー
フォレスト・サワタリ（Forest Sawatari）
声 - 関俊彦
ヨロシサン製薬の元研究員。憑依したソウルは「グエン・ニンジャ」。
ソウル影響で「未だにベトナム戦争が続いており、自分も従軍中、しかも立場がアメリカ兵だったりベトコンだったり」という狂気に囚われており、狂人じみた言動を繰り返すが、部下たちには慕われており、「大将」という愛称で呼ばれている。また、サワタリ自身もドージョーの面々を「家族」として、大切に思っていることが窺える。
狂気に侵されながらも有事の思考・判断力は確かなうえ、優れたニンジャ耐久力やカラテの技量と総合的な実力は高く、タケヤリやマチェーテによるアンブッシュだけでなく、トラップを駆使したゲリラ戦の達人。枯山水の庭で、白布を被って待ち伏せ、ニンジャスレイヤーにも気付かれなかった潜伏能力を持つ。またノンラー風の編笠(防御にも攻撃にも使える)を被っていたり、シャウトが「サイゴン！」「ジェロニモ！」「ホーチミン！」であるなど、ベトナム戦争関連のネタが多い。
「不必要な無駄な殺し」を避け、「サヴァイヴに必要な最低限の殺し」のみにするよう心がけている。「必要最低限の殺し」であっても、殺されるのが、家族や人生のある「命」であることは意識しており、気晴らしの大量殺戮も辞さない登場人物が多い中で、その倫理観は一線を画している。
ニンジャスレイヤーからは、ドージョーの活動がモータルに害をなす可能性があるため仲間とは認められておらず、本人も不可解な言動から狂人と断定されているが、復讐とは無関係であり優先度は低く、利害が一致すれば共闘することもある。ナンシーのことは「ヨメにする」と執着している。
フロッグマン（Frogman）
声 - 後藤ヒロキ
サヴァイヴァー・ドージョー所属のバイオ・ニンジャ。自身とバイオ管で接続され、休眠中はラグビーボールほどに縮小する巨大なバイオ・カエルに乗り、自在に操る。ジツやカラテの類似から、憑依したソウルは「ガマ・ニンジャ」ではないかと推測されている。
奇怪な紋様の描かれた鉄芯入りの巻物で敵を幻惑したり、打撃武器として利用する「マキモノ・ジツ」の使い手。
ヨロシサン研究員時代のサワタリがニンジャソウル憑依後、初めて仲間にしたバイオニンジャ。暴走しがちなフォレストや血の気の多いメンバーのストッパーになるなど、サヴァイヴァー・ドージョーの参謀的な役割。ただし、フォレスト不在時にはパニックに陥るなど、役に立たないこともある。
巨大な蛙に乗る、巻物を使うなど、本作では珍しい古典的な忍者のイメージが反映されている。
ディスターブド（Disturbed）
声 - 井口祐一
サヴァイヴァー・ドージョー所属のバイオ・ニンジャ。水銀様の流体金属でできた体は自由に液状化でき、どこにでも入り込める。体を武器に変化させて攻撃でき、一方で体に損傷を受けても攻撃を続行でき、かつ攻撃を受けた部分もまもなく再生する。全身が爆発四散しても再生できるため、物理攻撃には不死身に近い。
ノトーリアス（Notorious）
声 - 山本祥太
サヴァイヴァー・ドージョー所属のバイオ・ニンジャ。左右2本ずつの腕を持つ巨漢。両手持ち2本の刀で繰り出す攻防一体の「バイオ・イアイド」はニンジャスレイヤーにも「隙がない」と評価された。
一方で無邪気に「バイオ・イアイド」を披露したがるなど、好戦的で、精神年齢が幼いところがある。
ハイドラ
サヴァイヴァー・ドージョー所属のバイオ・ニンジャ。高い肉体再生能力を持ち、細切れの状態でも破片さえ集めることができれば瞬時に再生することができる。
ユニーク・ジツの類は持たない。また、バイオインゴットが切れると再生不能になるのが欠点。その細胞は後のバイオ・ニンジャの研究基礎データとして利用されたとされる。第1部には登場しないが、その時点では眠っていたらしい。ディスカバリーとはそりが合わない様子。

### デスドレイン一味
デスドレイン（Death Drain） / ゴトー・ボリス（Goto Boris）
声 - 森久保祥太郎
キョートにあるガイオン中央拘置所に収容されていた凶悪犯罪者。
連続殺人や強盗、放火、強姦、死姦などを繰り返した罪により死刑の判決が確定した際に「ダイコク・ニンジャ」が憑依、裁判官や傍聴人を全て殺害して逃亡。その後偶然目にしたゼンダの新聞記事に興味を持ち、仲間にするため刑務所へ向かった。
自分の気の向くまま犯罪を繰り返しているが、罪の意識は全く無く、ピンチには「必ず神が助けてくれる」と考えている。
カラテは一切身につけておらず、黒い粘液「暗黒物質」を操るユニーク・ジツ「アンコクトン・ジツ」のみで戦うという作中珍しい「ジツ特化ニンジャ」。暗黒物質は敵を捕らえたり盾になる他、可燃性であるため捕らえた相手をそのまま燃やすことも出来る。また体の欠損部分を埋めて治療する事も出来るなど汎用性は高い。
ランペイジ（Rampage） / ゼンダ（Zenda）
声 - 山野井仁
かつてはキョートで働く実直なソバ職人だった囚人。
メガコーポの工場建設に対し反対運動を起こしたが、企業の裏工作により反対運動に失敗、妻にも先立たれ職も失った。復讐のために自作の装甲車で工場の建設現場を破壊したことで逮捕され、ザシキ・ダンジョンに収監された。脱獄後は「ソバシェフ・ランペイジ事件」の記事を見たデスドレインに誘われ、共に破壊活動を繰り返す。
デスドレインとは逆にユニーク・ジツはなく、憑依した「アカラ・ニンジャ」による怪力だけで戦う。両腕を失った後に移植した巨大なサイバネアームによりさらに攻撃力が上昇したものの、小回りが利かない上、カラテをまったく習得していないため、あらゆる間合いに対応できるデスドレインとの連携が必須の能力となっている。
なおアメリカでは2004年にキルドーザー事件という類似した事件が発生しており、これが発想の元と思われる。
アズール（Azur）
デスドレインが襲撃した施療院の経営者の娘。デスドレインに拉致され行動を共にするうち、ニンジャソウルが憑依した。足跡が人間の頭ほどもある巨大な「透明の狼」を操る。

### ニチョーム自治会
ネザークイーン（Nether Queen） / ザクロ（Zakuro）
自治会に所属するニンジャで、普段はゲイバー「絵馴染」の経営者。長身は7フィート。
普段はオネエ言葉を話すが、激昂するとヤクザスラングが飛び出す。ニンジャには珍しく良心的で、行き場を無くしたヤモトを預かるなど義理堅い性格だが、マイノリティを迫害する者には敵意を見せる。
自身が受けた攻撃エネルギーをスリケンにして撃ち返すムテキ・アティチュードの一種を使う。またニチョームのために他の組織と不可侵協定を結ぶなど、交渉にも優れる。
ヤモト・コキ（Yamoto Koki）
声 - 雨宮天
キョートからネオサイタマに転校してきた女子高生。善良で優しい性格の持ち主。第2部からはニチョーム・ストリートのヨージンボとなる。スカウトやヨタモノに声をかけられるシーンがあり、美少女であるとされている。
「豊満」と形容される女性が多い中、登場する度に「華奢な体格」「平坦な胸」と描写される人物。ニンジャとして覚醒後は一人称が「アタイ」に変わった。暗い過去を持つ模様。
かつてキョートで暮らしていた当時、飛び降り自殺を図ったショーゴー・マグチの巻き添えになり、瀕死の重傷を負う。しかし、ニンジャソウルに憑依されて奇跡的な回復を見せ、その後ネオサイタマのアタバキ高校に転校。憑依されても能力が目覚めなかったが、暴行事件に巻き込まれた際に覚醒してしまう。
覚醒直後にソウカイヤの抗争に巻き込まれたところをフジキドに助けられて以降、共闘したり教えを受けている。当初は宿無しで各所を放浪していたが、最終的にザクロの元に身を寄せた。
憑依したソウルはアーチ・ニンジャの「シ・ニンジャ」（声 - 田中敦子）。ニンジャ装束は着用せず、硬質さを備えたスカーフをメンポとする。オリガミを手を触れずに折り、意のままに飛行、爆発させる「サクラ・エンハンスメント・ジツ」を操る。ジツを武器に付与し、威力を向上させることも可能。当初はバタフライナイフやクローンヤクザの刀を武器としていたが、後にイアイドーの師となったニンジャ「シルバーカラス」の愛刀「ウバステ」を受け継ぐ。
「ヤモトのスカートの中は見えないようになっている」と公式にアナウンス されており、漫画版のアクションシーンでもオノマトペなどで遮られる演出になっている。
第4部ではシ・ニンジャの力を更に使いこなせるようになり、黒髪が腰まで伸びたキモノのような装束の成人女性の姿と、力を抑制したかつての女子高生の姿を使い分ける。各地のシ・ニンジャクランのソウル憑依者達の暴走を抑えるため旅を続けている。

### ボンジャン・テンプル
アコライト（Acolyte） / カンツァイ（Kantsai）
ボンジャン・テンプルのボンズ。
逃亡したグノーケを追う途中、ニンジャスレイヤーと出会う。
ユニーク・ジツはないが、ニンジャになる前から修行を続けている「ボンジャン・カラテ」の達人。テンプルの仏像内に秘匿されていたガントレットを武器にする。
第4部では消息不明。
スミス（Smith）
声 - 大羽武士
黒人のヤクザ。何かあるごとに「ワッザ!?」と叫ぶ。
ネオサイタマのヤクザ「ヨコハマロープウェイクラン」の親分だったが、ニンジャスレイヤーと出会ってNRSを発症、出家を決意してキョートへ向かう。しかしヤクザ稼業が忘れられず、ザイバツで働いていたところ、再びニンジャスレイヤーと遭遇、今度こそ足を洗うことを決意し、ボンジャン・テンプルで修行する。第3部でニンジャに射殺され死亡する。
劇中では初めて、ニンジャネームが英語であることに疑問を呈した。

### サークル・シマナガシ
スーサイド（Suicide） / ショーゴー・マグチ（Shougou Maguchi）
声 - 日野聡
以前はキョートで暮らし、ネオサイタマのアタバキ高校に転校してきたアフロヘアーが特徴の高校生。
キョート在住時に劣悪な家庭環境に絶望して飛び降り自殺するも、ニンジャソウルに憑依されて奇跡的に助かった。この時、偶然下を通りかかったヤモト・コキを巻き添えにしてしまっていた。
憑依したニンジャはアーチ・ニンジャの「パンク・ニンジャ」（声 - 岩田光央）。憑依した際に「生まれはロンドン、死んだのは1979」 と語りかけたり、ニンジャ装束を着ることを拒むという特異なニンジャソウルである。使用するジツは、他人の生命エネルギーを抜き取って吸収する「ソウルアブソープション・ジツ」。
その強力なジツに目をつけたソウカイヤに軟禁されて「スーサイド」の名を与えられるが、抑圧されることに我慢がならず、師となるソニックブームとソウカイヤに反旗を翻す。その際重傷を負って死亡したかに思われていたが、フィルギアに救出されてシマナガシに加盟した。
フィルギア（Fylgjai）
声 - 立花慎之介
シマナガシの設立者。コヨーテ、蛇、梟に変身することが出来る。長髪にサングラス、ネイティブアメリカン風のアクセサリーを身につけドラッグに手を出すなどヒッピーのような出で立ち。
飄々とした性格で真意のつかめない発言を繰り返すが、暴走しがちなメンバーをまとめ対外交渉もこなす。
その正体は平安時代から生き延びたリアルニンジャである。

### 運命者
マスター・トータス/マスター・クレイン
声 - 中尾隆聖（両方）
ダークニンジャの前に現れた所属不明の謎の2人のニンジャ。獅子舞めいた外見をした巨体を持ち、丁寧な口調で喋る。手の銃口から痺れ薬が塗られた手裏剣を大量に出し、瞬時的に別の場所に瞬間移動することも可能。

### 組織に所属していないニンジャ
ブラックヘイズ（Black Haze）
フリーランスの傭兵ニンジャ。
2種類のヘイズネットと、爆弾や煙幕などを仕込んだ葉巻を駆使した変幻自在の戦法を得意とする。
自身の戦いをビジネスと割り切り、時には自らダメージを負うことで窮地を切り抜けるなど、冷静かつ的確な判断でニンジャスレイヤーを苦しめる。
雇い主がソウカイヤやザイバツであり、ニンジャスレイヤーとは幾度も対決しているが、あくまでフリーランスであるため、利害が一致すれば共闘することもある。
左腕を失ってからは「改造テッコV8型」を移植した。指先はライターになっており、葉巻を吸うときに使う。
第4部では重症を負ったため全身のほとんどをサイバネに入れ替えている。
インターラプター（Interrupter） / サカキ・ワタナベ
声 - 後藤淳一
暗殺カラテ「タタミ・ケン」とムテキ・アティチュードの一種「カラダチ」で、シックスゲイツ最強と謳われたが、現在は浮浪者キャンプの用心棒をしているニンジャ。
ダークニンジャとの戦闘で傷付いたフジキドを保護する。
シルバーカラス（Silver Karasu） / カギ・タナカ（Kagi Tanaka）
声 - 藤原啓治
フリーランスのニンジャ。
民間人を相手に非合法武器の実戦テストを行う「サイバーツジギリ」のプロ。「カギ・タナカ」は偽名であり、本名は不明。
フードを被って前を閉めると自動的にメンポが装着されるニンジャ装束を着用している。いかなる武器でも使いこなすイアイドーの達人で、ニンジャ相手でもリスクを抑えてツジギリを行える凄腕のツジギリストである。1エピソード中で名前のあるニンジャと複数回戦闘し勝利するほどの腕前を持つ。
信頼性の低い試作兵器のテストということもあり「ウバステ」という名の平凡な刀を最後の頼りとする。ウバステは後にヤモト・コキの手に渡ることとなる。
ザ・ヴァーティゴ（The Vertigo）
ピンク色の装束とシルバーのメンポという姿で、エターナル・ニンジャチャンピオンを自称する謎のニンジャ。
その正体は神話級ニンジャ「エメツ・ニンジャ」に憑依されたため精神が崩壊し、自分が何者かを覚えていない謎の人物。また物理的にも不安定であり、因果律を無視した特殊な存在となった。出現や消失時には0と1が空間に現れる。インドア派を自称し、好きなゲームはドラゴンズレアとスタークラフト。
基本的に自ら戦いを仕掛けることはないが、戦闘ではキネシス能力と怪力、奪った盾を改造したテツノオノと戦車から剥いだガトリング砲、0と1で構成された強力なビームを発射するなど、カラテやジツの威力は他のニンジャと一線を画する。
連載アカウントのフォロワー数が4643（ヨロシサン）に到達した際に初登場、読者のインタビューに答えた直後に本編に登場する、連載アカウントをジャックして読者とコミュニケーションをとる、実況タグのトレンド入りをネタにした技を披露するなど、第四の壁を破るキャラクターであるが、その言動は登場人物たちには理解不能なため、しばしば狂人扱いされる。
2012年8月14日から「ザ・ヴァーティゴVS地底科学世界」というフォロワー連動型のサイドストーリーが連載され、終了直後に再開した本編にそのまま登場した。
書籍版でも、エピソードの合間にある読者質問コーナーの司会を務めており、彼が登場するエピソードが書籍版に掲載された際には、ページ下部のページ数表記を「01」で浸食しながら出現する演出になっている。
ジェノサイド（Genocide）
声 - 井上和彦
INWによって開発された3番目のゾンビニンジャ。名鑑では「スピンオフの主人公になる程の人気ニンジャ。」とされる。
憑依した「ゼツメツ・ニンジャ」の影響から自我を得て、研究所を脱走。進行する肉体の腐敗を抑え、過去の記憶を取り戻すべく放浪の旅を続けている。
腐敗した体を隠すため包帯を巻いた上にキャソックと帽子を着用し、腐敗臭を消すために強い酒を浴びるように飲んでいる。生前は殺し屋であるが常識的な性格であり、ニンジャになった後も自分から無用な戦いを仕掛けることはない。
戦いではソウルの力で駆動するバズソーを鎖でつないだ二つの武器と、強力なネクロカラテで戦うため周囲に被害が及ぶことも多い。シャウトは「ゼツメツ！」。
エルドリッチ（Eldridge）
ジェノサイドを執拗に狙うアンデッド・ニンジャ。ズタズタのロングコート、山高帽、全身に巻かれた黒い包帯が特徴で外見はジェノサイドとの共通点が多い。鎖鎌を得物とする。
その正体はジェノサイドに憑依した「ゼツメツ・ニンジャ」のニンジャソウルの本来の持ち主。リーからソウルを摘出され死亡したと思われていたが、意識は残ったままアンデッド・ニンジャとして生きながらえていた。
第3部では一時、サークル・シマナガシに身を寄せていた。
レッドハッグ（Red Hag）
30代と見られる容姿の女ニンジャ。背中に「婆」の字が逆さまに描かれたジャケットを着用。タバコを二本同時に吸う癖があるが、頻繁にむせている。
普段はカタナとバイオバンブーの鞘を使うが、ナックルダスターを使ったボックス・カラテによる近接格闘を得意とする。
以前所属していた組織を抜けてフリーランスの賞金稼ぎとなったが、ある事件に巻き込まれたことを切っ掛けにニンジャスレイヤーと共闘する。
マスター・ヴォーパル（Master Vorpal）
フジサンの麓の樹海にて暗殺カラテ・ドージョーを営んでいる老人ニンジャ。バジリスクとニーズヘグの師。
樹海だけでなく日本各地にドージョーなどの住処を構えており、気分次第で転々としている。
第3部時点ではフジサン山麓のドージョーではなく、ネオサイタマのドリームランド埋立地に住んでいる。
あるエピソードにてニンジャスレイヤーの第二の師となり「カラテとはエゴ」「エゴの強い方が勝つ」と説く。
サツガイ
第4部から登場。マスラダが追いかけるニンジャ。砂色のフードを被り、内側は宇宙のような暗黒が広がっているため、表情は窺いしれない。
ニンジャの手を自らの胸に挿し込むことで、強制的にジツを付与させる力を持つ。どのジツになるかはサツガイ自身にもわからない。八つの刃がランダムに飛び出ているハッポースリケンを使う。笑い方は「BWAHAHAHAHAHAHA！」

### モータル、その他
フジキド・フユコ ＆ フジキド・トチノキ
声 - 大原さやか（フユコ）、山下大輝（トチノキ）
フジキドの妻子。故人。フジキド・ケンジがニンジャスレイヤーとして復讐者となるきっかけとなった人物。
マルノウチ抗争に巻き込まれ、ダークニンジャによって殺害された。回想シーンや幻覚、名前だけしか登場しないが、死後もフジキドの行動原理の根幹を担う存在である。
アサリ（Asari）
声 - 金元寿子
ネオサイタマに暮らす少女。当初は女子高生で、後に試験に合格して大学生となる。
高校時代はオリガミ部に所属しており、転校してきたヤモトを気遣って部活動に勧誘、その後もヤモトを遊びに誘うなど奥ゆかしく心優しい少女。それらの交流を経て、ヤモトの親友となる。
シガキ・サイゼン
声 - 東地宏樹
サカイエサン・トーフ社の元従業員。プロの墨絵師を目指し研鑽を続けていたが、トーフプレス機の事故で右腕を失い、会社から保証として旧式戦闘用サイバー義手「テッコ」を与えられている。しかしテッコは力加減がきかず、それが原因で失業した上、莫大な賠償金を背負わされている。
ソウカイヤの工作に巻き込まれ、ビホルダーの扇動でサカイエサン・トーフ社襲撃に加わる。ビホルダーの洗脳でニンジャスレイヤーとも戦うが、敗れて窓から投げ飛ばされる（アニメ版ではテッコを破壊されている）。生存は明らかにされているが、その後の消息は不明（アニメ版では最終話にシガキとジェノサイドが登場している）。
ヤクザ天狗（Yakuza Tengu）
声 - 中田譲治
黒いスーツに天狗の面という出で立ちで、ニンジャスレイヤー誕生以前からソウカイヤと戦い続けてきた孤高のニンジャハンター。決め台詞は「ブッダエイメン！」。原作において数少ない、ニンジャと正面から戦闘して勝利したモータルである。
改造手術で強化しているとはいえ身体能力はニンジャに劣り、基本的にはニンジャの習性を逆手に取った奇襲が中心であるが、LAN直結で引き金を制御する二丁のオートマチック拳銃「リデンプション」と「アブソリューション」による圧倒的な火力と、背負ったジェットパックによる高速立体機動で下級ニンジャ程度なら互角に戦い撃破することができる。
その正体は謎に包まれているが、自分がニンジャソウルを現代に解放してしまったと語っており、全てのニンジャソウルを地獄に送り返す事を「贖罪の聖戦」と語り、自身は「神々の使者」「贖罪の天使」と名乗っている。このような異常な信念の一方で、ニンジャとは距離を取って銃撃戦に徹したり格上と判断した場合は戦闘を避ける、戦闘以外でも助けた人間に「聖戦のためのドネート（寄付）」を要求することで活動資金を確保したり、盗聴器を仕掛けて情報源とするなど、極めて合理的な一面もある。
第3部に登場した時点で通算二十人以上のニンジャを撃破しており、交戦・接触したニンジャ数はそれを上回るであろうことから、モータルとしては異常ともいえる戦歴を持っている。しかしその戦いは常に紙一重の勝利で、全身をサイバネ化してさえ格闘戦では一方的に攻撃され、瀕死の重傷を負う事がしばしばである。その過酷な生活もあってか精神は狂気に侵されており、ニンジャを倒した後に「復活を阻止する儀式」を執り行うなど異様な言動・行動が目立ち、地の文にも「彼は狂っていた」と記述される。これらの描写がモータルとニンジャの圧倒的な格差、そして、なおも戦い続けるヤクザ天狗の狂気と強さを際立たせている。
作者へのインタビューでは『ロケッティア』や『ヴァンパイア/最期の聖戦』、『ダークナイト・リターンズ』など、「泥臭く弱いヒーロー」をイメージし、そのヒーロー像にヤクザと天狗を加えて出来上がったという。
ヤマヒロ（Yamahiro）
声 - 伊丸岡篤
キルエレファント・ヤクザクランを経営するグレーターヤクザ。クローンヤクザの導入を拒否し任侠を重んじた経営方針を続けたため、レッサーからはソンケイを集めるも業界的にはマケグミになってしまった。
クローンヤクザの押し売りと一方的なみかじめ料増額に端を発する騒動でソウカイニンジャから制裁を受けるが、そこに強制介入したヤクザ天狗と遭遇する。ニンジャの殺害と儀式の目撃、金を強制的に徴収されるなどのショックを受けフリーランスとして再出発するも、再度のピンチにやむをえずヤクザ天狗を呼ぶ。人間観察力に優れており、ヤクザ天狗との会話の中から彼の孤独を見抜いた。
その後はスガモ重犯罪刑務所に収監されたが、囚人達に共通する秘密に感づいて所内に仲間を作るなどその人間観察力や洞察力は健在。第3部でヤクザ天狗とともに天狗の国へ向かった。
アガタ・マリア（Agata Maria）
声 - 後藤邑子
フリーの女性ウキヨエ絵師。37歳。幼少期から悲惨な境遇を生きるが、強い精神力の持ち主。独自にウキヨエ技術を身に着け、セックス・ビズから足を洗って画業で身を立てている。素顔は美女であるが、性犯罪者の目を引かないよう貧相な老婆のシルエットを作っている。
かつての恋人ダイゴ（声 - 後藤淳一）のドメスティックバイオレンスにさらされるも、フジキドに救われた事をきっかけに親交を持った。無為に日々を過ごすフジキドの夢にも現れている。
ラッキー・ジェイク（Lucky Jake）
ネオサイタマで活動する外国人男性。「ラッキー・ジェイク」は自称であり本名は不明。
ネオサイタマでLAN端子をインプラントするためにキョートを経由し入国したが、支払いのトラブルで金を失い賞金までかけられ、帰国のための資金確保と箔を付けるために非合法な仕事に手を染めている。
脳にインプラントしたUNIXの翻訳機能により日本語による自然な会話が可能だが、スラングの翻訳に難があり「貴方自身を前後しなさい！（Go fuckyourselfの直訳）」「庶子！（Bastardの直訳）」「ヤギ前後！（Goat fuckの直訳）」など奇妙な叫びを上げる。
ストーリーの大筋には関わらないが、登場する度にニンジャスレイヤーとニアミスを起こす。

## 刊行情報

### 原語版
現行版は複数の雑誌で個別に掲載されたエピソードをまとめたもので、Ninja Entertainmentから発行されたが、発行部数が非常に少ないため入手は困難だという。1996年に発行された初期版の「the Ninja Slayer」は「プロトニンジャスレイヤー」と呼ばれており、現行版とはストーリーやキャラクター設定が異なっている。また著作権上の問題があるため公開を禁じているという。一部の翻訳を許可されたというファンサイトの情報では、2000年の時点で9巻まで出版されておりAmazon.comでも取り扱っていたという（現在はデータベースに存在せず）。またフィギュアなどの商品展開もあったとされる。書籍の現物は2021年現在でも確認されていない。
「ゼロ・トレラント・サンスイ」のサウンドドラマ公開に合わせ、公式Facebookに原文の一部が公開されている。2014年4月からは日本のコンテンツを海外に紹介するTokyo Otaku Modeのサイトにおいて、原語版の「マシン・オブ・ヴェンジェンス」の連載された。

### 日本語版
2012年にはエンターブレインが日本語版書籍の独占出版権を獲得、イラストにわらいなくを起用した第1部の日本語版が出版された。翻訳チームでは当初から書籍出版をめざしており、アカウントの開設から18ヶ月目に最初のオファーがあったとされる。エンターブレインから出版される翻訳小説としては、2007年に刊行されたスティーブ・ベリーのミステリ以来であった。
2021年4月現在、第1部は全4巻、第2部は全8巻、第3部は全9巻で完結。また、第3部と第4部の間を描いたスピンオフ作品「スズメバチの黄色」が出版されている。
書籍版ではTwitter連載版に改訂・加筆修正が加えられている。また、書籍版書き下ろしエピソードがほぼ全巻に存在する。巻末にはわらいなくのイラスト入りニンジャ名鑑のほか、第1部4巻以降はファンから募集したファンアートが掲載されている。
B6サイズで無線綴じされており、カバーを外すと左綴じになった表紙が現れるなど、洋書のペーパーバックをイメージした装丁が施されている。
- 第1部 「ネオサイタマ炎上」
  1. 「ネオサイタマ炎上 1（NINJA SLAYER Neo-Saitama in Flames 1）」2012年10月11日初版発行（9月29日発売[31]）、ISBN 978-4-04-728331-2
  2. 「ネオサイタマ炎上 2（NINJA SLAYER Neo-Saitama in Flames 2）」2012年12月12日初版発行（11月30日発売[32]）、ISBN 978-4-04-728480-7
  3. 「ネオサイタマ炎上 3（NINJA SLAYER Neo-Saitama in Flames 3）」2013年2月12日初版発行（1月31日発売[33]）、ISBN 978-4-04-728481-4
  4. 「ネオサイタマ炎上 4（NINJA SLAYER Neo-Saitama in Flames 4）」2013年4月11日初版発行（3月30日発売[34]）、ISBN 978-4-04-728690-0
    - 「ネット限定版」同日発売[35]、ISBN 978-4-04-728858-4

- 第2部 「キョート殺伐都市」
  1. 「ザイバツ強襲！（NINJA SLAYER Shadow of Zaibatsu）」2013年7月11日初版発行（6月29日発売[36]）、ISBN 978-4-04-728945-1
    - 「ドラマCD付き特装版」同日発売[37]、ISBN 978-4-04-728946-8

  2. 「ゲイシャ危機一髪！（Ninja and Geisha）」2013年9月12日初版発行（8月31日発売[38]）、ISBN 978-4-04-729120-1
  3. 「荒野の三忍（Three Dirty NINJA Bond）」2013年11月12日初版発行（10月31日発売[39]）、ISBN 978-4-04-729253-6
  4. 「聖なるヌンチャク（Nunchaku of Destruction）」2014年1月9日初版発行（2013年12月28日発売[40]）、ISBN 978-4-04-729261-1
    - 「ドラマCD付き特装版」同日発売[41]、ISBN 978-4-04-729353-3

  5. 「ピストルカラテ決死拳（Reboot Raven）」2014年4月24日初版発行（4月12日発売[42]）、ISBN 978-4-04-729362-5
  6. 「マグロ・アンド・ドラゴン（Maguro and Dragon）」2014年7月18日初版発行（7月9日発売[43]）、ISBN 978-4-04-729755-5
  7. 「キョート・ヘル・オン・アース（上）（Kyoto: Hell on earth）」2014年10月24日初版発行（10月14日発売[44]）、ISBN 978-4-04-729932-0
    - 「ドラマCD・サウンドトラック付き特装版」同日発売[45]、ISBN 978-4-04-729933-7

  8. 「キョート・ヘル・オン・アース（下）（Kyoto: Hell on earth）」2015年2月5日初版発行（1月24日発売[46]）、ISBN 978-4-04-730189-4

- 第3部 「不滅のニンジャソウル」
  1. 「秘密結社アマクダリ・セクト（Amakudari Sect）」2015年4月28日初版発行（4月16日発売[47]）、ISBN 978-4-04-730418-5
  2. 「死神の帰還（Who Killed Ninja Slayer?）」2015年8月6日初版発行（7月25日発売[48]）、ISBN 978-4-04-730606-6
  3. 「キリング・フィールド・サップーケイ（Killing Field Sappukei）」2015年12月11日初版発行（11月30日発売[49]）、ISBN 978-4-04-730790-2
  4. 「ケオスの狂想曲（Tunnus Thunderbolt）」2016年4月12日初版発行（3月31日発売[50]）、ISBN 978-4-04-734021-3
  5. 「開戦前夜ネオサイタマ（Dark Side of the Moon）」2016年6月10日初版発行（5月30日発売[51]）、ISBN 978-4-04-734176-0
  6. 「リフォージング・ザ・ヘイトレッド（Reforging the Hatred）」2016年11月30日初版発行（同日発売[52]）、ISBN 978-4-04-734409-9
  7. 「ロンゲスト・デイ・オブ・アマクダリ（上）（The Longest Day of Amakudari）」2017年6月30日発売[53]、ISBN 978-4-04-734176-0
  8. 「ロンゲスト・デイ・オブ・アマクダリ（下）（The Longest Day of Amakudari）」2017年12月28日発売[54]、ISBN 978-4-04-734952-0
  9. 「ネヴァーダイズ（Never Dies）」 2019年4月30日発売[55]、ISBN 978-4-04-735245-2
- スピンオフ
  - 「スズメバチの黄色」 2019年6月28日発売[56]、ISBN 978-4-04-735712-9

### オーディオドラマ
ネオサイタマ炎上 4の特典としてオーディオドラマダウンロード権を記載したカードが付属された。また「ザイバツ強襲！」「聖なるヌンチャク」「キョート・ヘル・オン・アース（上）」にドラマCD付きの特装版が存在。YouTubeでは「ゼロ・トレラント・サンスイ」のサウンドドラマが公開されている。特定書店での先着特典としても「マグロ・アンド・ドラゴン」購入者にドラマCDが配布されたことがある。
担当声優
主要担当声優は上述。ここではそれ以外のキャラについて記す。
- ナレーション（地の文） - ゴブリン
- コッカトリス - 金光宣明
- ホゼ - 斎藤寛仁
- ミニットマン - 菅原正志
- イクエイション - 三浦祥朗
- ソニックブーム - 黒田崇矢
- シ・ニンジャ - 田中敦子
- ウミノ・スド - チョー
- ジャイゴ - 稲田徹
- ベツリキ - 中國卓郎
- ダイコク・ニンジャ - 家弓家正
- ジャイアントマンティス - 喜多田悠
- ジェイドソード - 山下誠一郎
- クラミドサウルス - 深町寿成
- エクスキューショナー - 斉藤壮馬
- オカヨ - 菅谷弥生/ 諏訪彩花（フロムアニメイシヨン）
- マチ - 松井恵理子
- ブナコ - Lynn
- ヤンク - 前田一世
- ヤンク - 矢野正明
- ヤンク、チンピラ - 烏丸祐一
- ヤンク - 斉藤寛仁
- 笑い爺 - 稲葉実
- ノナコ - 名塚佳織
- タオシ・ワンツェイ - 大木民夫
- クラミドサウルス - 深町寿成
- ナッツクラッカー - 拝真之介
- バズキル - 鴨田翔平
- エレクトリックイール - 佐々木義人
- ソードダンサー - 高口公介
- サードアイ - 古川慎
- マイコ - 高野麻里佳/ 湯浅かえで（フロムアニメイシヨン）
- 老婆 - アサコ
- アナウンサー - 宮本誉之
- バジリスク - 置鮎龍太郎
- トラッフルホッグ - 桜井敏治
- バーバヤガ - 谷育子
- オフェンダー - 江川大輔
- スキャッター - 水島大宙
- ミュルミドン - 下山吉光

## 漫画
2020年現在、3種類のコミカライズが存在している。2013年まではエンターブレイン（KADOKAWA系列）での展開だったが、2014年からは講談社でもスタートするなど出版社を横断した展開がなされている。雑誌連載だけでなく、Twitter上でも無償連載された。エピソードごとの独立性が高いことを活かし、原作と同じく時系列に縛られない連載となっている。

### ニンジャスレイヤー/ニンジャスレイヤー キョート・ヘル・オン・アース
余湖裕輝作画、田畑由秋脚本。
2013年6月27日、『コンプティーク』が2013年7月10日発売号からリニューアルするのに合わせ、で漫画版の連載がスタートすることが告知された。これに先立って、2013年6月24日に新設されたアカウントで「マシン・オブ・ヴェンジェンス」の冒頭が公開された。なお、当初は同じエピローグが『コンプエース』にも再度掲載されていたが、2016年4月号以降は並行して別のエピソードが連載された。
『コンプエース』2016年11月号にて「ゲイシャ・カラテ・シンカンセン・アンド・ヘル」の連載が完結するとともに同誌での連載は終了。以降は『コンプティーク』のみで連載が続き、2018年1月号で最終回となった。
その後、KADOKAWAから秋田書店に移籍することが告知され、同社の『チャンピオンRED』にて、2018年6月号より連載再開。あわせてタイトルは「ニンジャスレイヤー キョート・ヘル・オン・アース」に改題された。以降はTwitter上での無償連載は行われていない。
ストーリーや設定、キャラクターデザインなどは原作小説に準拠している。KADOKAWA版時代は第1部のエピソードを時系列シャッフルで連載していたが、途中で第2部のエピソードを挟むなど変則的な構成。最終エピソードは原作同様ラオモト戦のため、第1部としては完結に至っている。秋田書店版からは第2部を時系列順に追っているが、途中でKADOKAWA版を読むことを推奨するなど、やはり変則的である。
当初は「コミカライズ」や「漫画版」と呼ばれていたが、現在では他作家の漫画版と区別するため「無印」と呼ばれている。

### ニンジャスレイヤー グラマラス・キラーズ
作画はさおとめあげは。全3巻。
漫画化第2弾。pixivコミック内のB's-LOG COMIC2013 Jul. Vol.6（2013年7月1日）に第1話が先行掲載。その後、B's-LOG COMIC誌上で2013 Aug. vol.7（2013年8月1日）から2015 Sep. Vol.32（2015年8月31日）にかけて連載された。
「グッドルッキングガイズ重点」が謳われている。ストーリーに大きな変更はないが、キャラクターに関しては、わらいなくのデザインをベースにしつつ女性向け作品を彷彿とさせる大幅にリファインされた。男性キャラ達の関係や、フジキド以外のキャラ視点による心情描写の補完が特徴。第1部、第3部のエピソードをより抜いている。
略称は「グラキラ」。

### ニンジャスレイヤー殺（キルズ）
作画は関根光太郎。全5巻。
漫画化第3弾として、『月刊少年シリウス』がニコニコ静画で展開しているWeb雑誌『水曜日のシリウス』において、2014年1月22日から2016年12月28日まで連載された。
特撮や少年漫画のようなアクションとわかりやすさを重視し、原作ではボカされていた時代設定が明確に「2019年」と提示されるなど、先行する二作のコミカライズとは違いストーリーや設定の一部が独自に変更されている。登場するニンジャの装束や各種サイバネ、ギミックなどについても関根の独自解釈によるサイバーパンク的な描写と技術考証がされており、原作の比較してメカニカルなデザインとなったニンジャも多く登場する。原作第1部を時系列順に再構成していたが、第1部中盤となる「ベイン・オブ・サーペント」をもって終了した。
略称は「キルズ」。

### 書誌情報
- 『ニンジャスレイヤー』 KADOKAWA〈角川コミックス・エース〉、全14巻
  1. 「マシン・オブ・ヴェンジェンス」2013年12月10日初版発行（12月9日発売[59]）、ISBN 978-4-04-120942-4
  2. 「ラスト・ガール・スタンディング（イチ）」2014年5月10日初版発行（同日発売[60]）、ISBN 978-4-04-121114-4
  3. 「ラスト・ガール・スタンディング（ニ）」2014年11月10日初版発行（同日発売[61]）、ISBN 978-4-04-101674-9
  4. 「アトロシティ・イン・ネオサイタマシティ」2015年4月10日初版発行（同日発売[62]）、ISBN 978-4-04-102912-1
  5. 「ワン・ミニット・ビフォア・ザ・タヌキ」2015年7月10日初版発行（同日発売[63]）、ISBN 978-4-04-103400-2
  6. 「スリー・ダーティー・ニンジャボンド」2015年12月10日初版発行（同日発売[64]）、ISBN 978-4-04-103402-6
  7. 「メナス・オブ・ダークニンジャ」2016年4月9日初版発行（同日発売[65]）、ISBN 978-4-04-104062-1
  8. 「メリー・クリスマス・ネオサイタマ」2016年7月9日初版発行（同日発売[66]）、ISBN 978-4-04-104420-9
  9. 「ゲイシャ・カラテ・シンカンセン・アンド・ヘル（イチ）」2016年9月26日初版発行（同日発売[67]）、ISBN 978-4-04-104818-4
  10. 「ゲイシャ・カラテ・シンカンセン・アンド・ヘル（ニ）」2016年12月10日発売[68]、ISBN 978-4-04-105029-3
  11. 「フィスト・フィルド・ウィズ・リグレット・アンド・オハギ」2016年12月10日発売[69]、ISBN 978-4-04-105031-6
  12. 「ストレンジャー・ストレンジャー・ザン・フィクション」2017年6月9日初版発行（同日発売[70]）、ISBN 978-4-04-105654-7
  13. 「ネオサイタマ・イン・フレイム（イチ）」2018年2月10日発売[71]、ISBN 978-4-04-106490-0
  14. 「ネオサイタマ・イン・フレイム（ニ）」2018年2月10日発売[72]、ISBN 978-4-04-106490-0
- 『ニンジャスレイヤー キョート・ヘル・オン・アース』 秋田書店〈チャンピオンREDコミックス〉、既刊17巻（2025年6月19日現在）
  1. 2019年1月18日発売[73]、ISBN 978-4-253-23916-5
  2. 2019年1月18日発売[74]、ISBN 978-4-253-23917-2
  3. 2019年6月20日発売[75]、ISBN 978-4-253-23918-9
  4. 2019年11月20日発売[76]、ISBN 978-4-253-23919-6
  5. 2020年4月20日発売[77]、ISBN 978-4-253-23920-2
  6. 2020年10月20日発売[78]、ISBN 978-4-253-23921-9
  7. 2021年3月18日発売[79]、ISBN 978-4-253-23922-6
  8. 2021年8月19日発売[80]、ISBN 978-4-253-23923-3
  9. 2022年1月20日発売[81]、ISBN 978-4-253-23924-0
  10. 2022年6月20日発売[82]、ISBN 978-4-253-23925-7
  11. 2022年11月18日発売[83]、ISBN 978-4-253-23926-4
  12. 2023年4月20日発売[84]、ISBN 978-4-253-23927-1
  13. 2023年9月20日発売[85]、ISBN 978-4-253-23928-8
  14. 2024年3月18日発売[86]、ISBN 978-4-253-23929-5
  15. 2024年7月19日発売[87]、ISBN 978-4-253-23930-1
  16. 2025年1月20日発売[88]、ISBN 978-4-253-32376-5
  17. 2025年6月19日発売[89]、ISBN 978-4-253-32377-2
- 『ニンジャスレイヤー グラマラス・キラーズ』 KADOKAWA〈B's-LOG COMICS〉、全3巻
  1. 2013年12月28日発売[90]、ISBN 978-4-04-729347-2
  2. 2014年10月1日発売[91]、ISBN 978-4-04-729963-4
  3. 2015年8月31日発売[92]、ISBN 978-4-04-730645-5
- 『ニンジャスレイヤー殺（キルズ）』 講談社〈シリウスKC〉、全5巻
  1. 2014年10月14日発売[93]、ISBN 978-4-06-376501-4
  2. 2015年4月16日発売[94]、ISBN 978-4-06-376534-2
  3. 2016年3月25日発売[95]、ISBN 978-4-06-390612-7
  4. 2016年9月9日発売[96]、ISBN 978-4-06-390642-4
  5. 2017年2月9日発売[97]、ISBN 978-4-06-390675-2

## アニメ
2014年4月にアニメ化が発表された。『ニンジャスレイヤー フロムアニメイシヨン』のタイトルで、2015年4月から10月までニコニコ動画などの動画配信サービスにて配信され、2016年にスペシャル・エディシヨン版と銘打ったTVシリーズがTOKYO MX・BS11他で同年4月から7月にかけて放送された。原作で地の文に相当するナレーションはオーディオドラマと同じくゴブリンが担当。原作の第1部を描く。
2015年7月から、英語吹き替え版も公開されている。
作品仕様
配信（オリジナル）版

- キャラクターのデザインはわらいなく版を原案としているが、今石洋之、芳垣祐介両名による改変が行われている。ヒロインキャラクターのみ専任のデザイナーが就いており、ヤモト・コキはsaitom、ナンシー・リーは稲戸せれれ、ユカノは信じろがそれぞれデザインを担当した。
- 各話 約15分　全26話
- 作中の背景に登場する看板には製作委員会に出資する企業名が書かれている。
- 配信版は4:3画角（第26話のみ途中から16:9画角になる）、本編はモノラル音声になっている。
  - セルソフト版Blu-rayでは映像特典として「本編舞台袖公開版」と冠した16:9画角、ステレオ音声の本編も収録。

- FLASHアニメ風の作画と一般的な作画が併用されている。
- オープニング映像は原作の「バック・イン・ブラック」を基にしている。このエピソードはアニメの本編としては作成されていない。
- エンディングテーマは毎回別なアーティストが担当し、配信版では本編終了後に担当したアーティストへのインタビューを中心とした無国籍風番組「ザ・TVショウ」が放送される。

スペシャル・エディシヨン（TVシリーズ）版
- キャッチコピーは「規制ナシで大丈夫か！？？」。
- 1回2話立てで放送（前半は「Aパート」として配信版の奇数話を、後半は「Bパート」として配信版の偶数話を放送）。
- 配信版にあったシーンや台詞が一部変更。また、一部シーンがカットされている。
- 配信版とは異なり放送禁止用語に該当する台詞（「マッポ」「ファック」「ベトコン」）に規制音が入っている。
- 配信版と同様、エンディングテーマは毎回別なアーティストが担当している。

### スタッフ
- 原作 - ブラッドレー・ボンド / フィリップ・ニンジャ・モーゼズ「ニンジャスレイヤー」（KADOKAWAエンターブレイン）[20]
- 翻訳 - 本兌有[20]、杉ライカ[20]
- キャラクター原案 - わらいなく[20]
- シリーズディレクター・シリーズ構成 - 雨宮哲[20]
- キャラクターデザイン - 今石洋之[20]、芳垣祐介[20]、saitom[20]、稲戸せれれ[20]、信じろ[20]
- フラッシュキャラクターデザイン - 尾之上知久
- ニンジャソウル原案 - 西海賢嗣
- 美術監督 - 勝田聡[20]、李暎宰[20]
- 色彩設計 - 長尾朱美[20]
- 撮影監督 - 柏木健太郎[20]
- ラジオプレイ・アニマティクスエディター - 土田栄司[20]
- 音楽 - 大沢伸一[20]、藤澤健至[20]
- 音楽プロデューサー - 田井モトヨシ[20]
- 音響監督 - 郷文裕貴[20]
- 音楽制作 - スターチャイルド[20]
- アニメーションプロデューサー - 舛本和也[20]
- プロデューサー - 宿利剛[20]、松尾英児[20]、菊島憲文[20]
- アニメーション制作 - TRIGGER[20]
- 製作 - ニンジャ委員会（キングレコード、フィールズ、KADOKAWA、ウルトラスーパーピクチャーズ、クロックワークス、グッドスマイルカンパニー、ムービック、QREAZY、グルーヴ、ファミマ・ドット・コム）

### テーマ曲
メインテーマ
「BACK IN BLACK」
作詞・作曲・歌 - BOOM BOOM SATELLITES
第1話〜第25話のオープニングで使用され、第26話では挿入歌として使用された。
エンディングテーマ
配信（オリジナル）版
「キルミスター」（第1話、第26話）
歌 - Boris
「Halo Of Sorrow From Animation」（第2話）
歌 - Melt-Banana
「劇場支配人のテーマ」（第3話）
歌 - THE PINBALLS
「SRKEEN」（第4話）
歌 - 8otto
「RADIO」（第5話）
歌 - 6EYES
「Ninja Slayer」（第6話）
歌 - ELECTRIC EEL SHOCK
「Ninja Prayer」（第7話）
曲 - Shinichi Osawa
「Suicidal Bunny」（第8話）
歌 - taffy
「Hide」（第9話）
曲 - 80KIDZ
「Jag Jag」（第10話）
曲 - Sawagi
「Aurashi No Ken」（第11話）
曲 - Boris
「NEO CYBER MADNESS」（第12話）
曲 - skillkills
「Purple My Ghost」（第13話）
歌 - Drop's
「もんだな(NINJA MIX)」（第14話）
歌 - 赤い公園
「Fantastic Magic」（第15話）
歌 - TK from 凛として時雨
「NINJA SOUL」（第16話）
歌 - GEEKS
「TEAR OF THE PIERROT」（第17話）
歌 - MINE
「Dr.K」（第18話）
歌 - taffy
「Alone」（第19話）
歌 - SCAM CIRCLE
「泥の雨」（第20話）
歌 - 人間椅子
「Hight Speed」（第21話）
歌 - MOJA
「sick hack -忍殺 ver.-」（第22話）
歌 - memento森
「Body」（第23話）
歌 - Lillies and Remains
「KHAKKHARA」（第24話）
歌 - Sawagi
「JETT REASON」（第25話）
歌 - ギターウルフ
スペシャル・エディシヨン（TVシリーズ）版
「Locomotion, more! more!」（第1話）
歌 - the pillows
「サヨナラ！フラッシュバック！」 （第2話）
歌 - カラスは真っ白
「SCREAM」（第3話）
歌 - Large House Satisfaction
「おーまいがー」（第4話）
歌 - ドミコ
「Funky Monkey Ladies」（第5話）
歌 - PIGGY BANKS
「Nightseeing」（第6話）
歌 - Klan Aileen
「Bird Of Paradise」（第7話）
歌 - LEO今井
「サイコインターネットマジック」（第8話）
歌 - SPARK!!SOUND!!SHOW!!
「怒りの筆先」（第9話）
歌 - チリヌルヲワカ
「Black Nightmare」（第10話）
歌 - MO'SOME TONEBENDER
「合法的トビ方ノススメ -SPARK!!SOUND!!SHOW!!ブチ上げ♂ Cherry boy REMIX!!!!」（第11話）
歌 - Creepy Nuts(R-指定& DJ松永)
「SONG 5 #NINJYA SLAYER Ver」（第12話）
歌 - KING BROTHERS
「Hey Everyone」（第13話）
歌 - Boris

### 各話リスト
| 話数   | サブタイトル                                                                                            | 脚本     | 絵コンテ   | 演出       | 作画監督                                                 | 配信日時       | スペシャル・エディション放送日時 |
| ------ | --- | -------- | ---------- | ---------- | -------------------------------------------------------- | -------------- | -------------------------------- |
| 第1話  | ボーン・イン・レッド・ブラック                                                                          | 佐藤裕   | 雨宮哲     | 雨宮哲     | 斉藤健吾                                                 | 2015年 4月16日 | 2016年 4月3日                    |
| 第2話  | マシン・オブ・ヴェンジェンス                                                                            | 佐藤裕   | 博史池畠   | 博史池畠   | 斉藤健吾                                                 | 4月23日        | 2016年 4月3日                    |
| 第3話  | ラスト・ガール・スタンディング PART1                                                                    | 佐藤裕   | 清水久敏   | 宮島善博   | 平田雄三                                                 | 4月30日        | 4月10日                          |
| 第4話  | ラスト・ガール・スタンディング PART2                                                                    | 佐藤裕   | 清水久敏   | 宮島善博   | 平田雄三                                                 | 5月7日         | 4月10日                          |
| 第5話  | レイジ・アゲンスト・トーフ                                                                              | 佐藤裕   | 博史池畠   | 博史池畠   | -                                                        | 5月14日        | 4月17日                          |
| 第6話  | サプライズド・ドージョー                                                                                | 佐藤裕   | 博史池畠   | 博史池畠   | 野崎麗子、臼田美夫 村上竜之介、橋本英樹 宮井加奈、今田茜 | 5月21日        | 4月17日                          |
| 第7話  | ベイン・オブ・サーペントザゼン・アンド・ニンジャ                                                        | 佐藤裕   | 大嶋博之   | 大嶋博之   | 長谷川哲也                                               | 5月28日        | 4月24日                          |
| 第8話  | アポカリプス・インサイド・テインティッド・ソイル                                                        | 佐藤裕   | 大嶋博之   | 大嶋博之   | 斉藤健吾                                                 | 6月4日         | 4月24日                          |
| 第9話  | ワン・ミニット・ビフォア・ザ・タヌキ PART 1                                                             | 佐藤裕   | 五味伸介   | 五味伸介   | 前田義宏                                                 | 6月11日        | 5月1日                           |
| 第10話 | ワン・ミニット・ビフォア・ザ・タヌキ PART 2                                                             | 佐藤裕   | 五味伸介   | 五味伸介   | 前田義宏                                                 | 6月18日        | 5月1日                           |
| 第11話 | メナス・オブ・ダークニンジャ                                                                            | 佐藤裕   | 小倉陳利   | 宮島善博   | 平田雄三                                                 | 6月25日        | 5月8日                           |
| 第12話 | デイ・オブ・ザ・ロブスターコンスピーラシィ・アポン・ザ・ブロークン・ブレイドデイ・オブ・ザ・ロブスター2 | 佐藤裕   | 宮島善博   | 宮島善博   | 平田雄三                                                 | 7月2日         | 5月8日                           |
| 第13話 | スワン・ソング・サング・バイ・ア・フェイデッド・クロウ PART 1                                           | 樋口七海 | 小倉陳利   | 藤井辰己   | 斉藤健吾                                                 | 7月9日         | 5月15日                          |
| 第14話 | スワン・ソング・サング・バイ・ア・フェイデッド・クロウ PART 2                                           | 樋口七海 | 小倉陳利   | 藤井辰己   | 斉藤健吾                                                 | 7月16日        | 5月15日                          |
| 第15話 | スシ・ナイト・アット・ザ・バリケード                                                                    | 佐藤裕   | 五味伸介   | 五味伸介   | 中澤勇一                                                 | 7月23日        | 5月22日                          |
| 第16話 | アット・ザ・トリーズナーズヴィル                                                                        | 佐藤裕   | 五味伸介   | 五味伸介   | 西道拓哉、國松有史                                       | 7月30日        | 5月22日                          |
| 第17話 | トレジャー・エヴリー・ミーティング                                                                      | 樋口七海 | 宮島善博   | 佐々木勅嘉 | 前田義宏、窪敏 今田茜、野崎麗子 宮井加奈                 | 8月6日         | 5月29日                          |
| 第18話 | エヴァー・フェルト・チーティド                                                                          | 樋口七海 | 佐々木勅嘉 | 佐々木勅嘉 | 大橋圭、前田義宏 野崎麗子                                | 8月13日        | 5月29日                          |
| 第19話 | ストレンジャー・ストレンジャー・ザン・フィクション PART1                                                | 佐藤裕   | 博史池畠   | 博史池畠   | 斉藤健吾                                                 | 8月20日        | 6月5日                           |
| 第20話 | ストレンジャー・ストレンジャー・ザン・フィクション PART2                                                | 佐藤裕   | 博史池畠   | 博史池畠   | 金子雄人                                                 | 8月27日        | 6月5日                           |
| 第21話 | ネオサイタマ・イン・フレイム PART1 ライク・ア ブラッドアロー・ストレイト                                | 佐藤裕   | 大嶋博之   | 宮島善博   | 田頭悠郎                                                 | 9月3日         | 6月12日                          |
| 第22話 | ネオサイタマ・イン・フレイム PART2 ダークニンジャ・リターンズ                                           | 佐藤裕   | 大嶋博之   | 宮島善博   | 三宮昌太 雨宮哲                                          | 9月10日        | 6月12日                          |
| 第23話 | ネオサイタマ・イン・フレイム PART3 アンド・ユー・ウィル・ノウ・ヒム・バイ・ザ・トレイル・オブ・ニンジャ | 佐藤裕   | 小倉陳利   | 宮島善博   | 半田修平                                                 | 9月17日        | 6月19日                          |
| 第24話 | ネオサイタマ・イン・フレイム PART4 ダークダスク・ダーカードーン part1                                   | 佐藤裕   | 小倉陳利   | 宮島善博   | 坂本勝                                                   | 9月24日        | 6月19日                          |
| 第25話 | ニンジャスレイヤー 傑作選                                                                               | 佐藤裕   | 博史池畠   | 博史池畠   | 斉藤健吾、今石洋之                                       | 10月1日        | 6月26日                          |
| 第26話 | ネオサイタマ・イン・フレイム PART5 ダークダスク・ダーカードーン part2                                   | 佐藤裕   | 雨宮哲     | 雨宮哲     | 斉藤健吾                                                 | 10月8日        | 6月26日                          |

### 放送局・配信
※ 地上波・BS局では前述通り「スペシャル・エディシヨン」版を放送。
| 放送期間      | 放送時間                     | 放送局                   | 対象地域 | 備考                          |
| ------------- | ---------------------------- | ------------------------ | -------- | ----------------------------- |
| 2016年4月3日- | 日曜 1:00 - 1:30（土曜深夜） | TOKYO MX                 | 東京都   | 1週2話連続放送（他局も同様）  |
| 2016年4月4日- | 月曜 1:30 - 2:00（月曜深夜） | tvk                      | 神奈川県 |                               |
| 2016年4月7日- | 木曜 0:00 - 0:30（水曜深夜） | サンテレビ               | 兵庫県   |                               |
| 2016年4月8日- | 金曜 22:30 - 23:00           | スペースシャワーTVプラス | 日本全域 | 配信版を放送/リピート放送あり |
|               | 金曜 23:00 - 23:30           | BS11                     | 日本全域 | 『ANIME+』枠                  |

| 配信期間       | 配信時間           | 配信サイト         | 備考                                             |
| -------------- | ------------------ | ------------------ | ------------------------------------------------ |
| 2015年4月16日- | 木曜 23:00 - 23:15 | ニコニコ生放送     |                                                  |
|                | 木曜 23:15 更新    | ニコニコチャンネル |                                                  |
| 2015年4月17日- | 金曜 12:00 更新    | dアニメストア      | 第1話無料配信 / 見放題サービス利用者は全話見放題 |
|                |                    | GYAO!              |                                                  |
|                |                    | ひかりTV           |                                                  |
|                |                    | バンダイチャンネル |                                                  |
|                |                    | Rakuten SHOWTIME   |                                                  |
|                |                    | Video Market       |                                                  |
| 2015年4月18日- | 土曜 10:00 更新    | DMM.com            |                                                  |
| 2015年4月24日- | 金曜 12:00 更新    | アニメパス         |                                                  |
| 2015年4月29日- | 水曜 12:00 更新    | PlayStation store  |                                                  |

※ 一部配信サイトでは本編と連動する「無国籍バラエティー番組」・『ザ・TVショウ』も随時公開。

### BD / DVD
| 巻   | 発売日         | 収録話          | 規格品番   | 規格品番  |
| 巻   | 発売日         | 収録話          | BD         | DVD       |
| ---- | -------------- | --------------- | ---------- | --------- |
| 1 起 | 2015年6月24日  | 第1話 - 第8話   | KIXA-90528 | KIBA-2205 |
| 2 承 | 2015年8月26日  | 第9話 - 第14話  | KIXA-90529 | KIBA-2206 |
| 3 忍 | 2015年10月21日 | 第15話 - 第20話 | KIXA-90530 | KIBA-2207 |
| 4 殺 | 2015年12月23日 | 第21話 - 第26話 | KIXA-90531 | KIBA-2208 |

### Web関連番組
『ニンジャスレイヤー フロムラジオステイシヨン』と『ニンジャスレイヤー フロムネットテレビジヨン』の二つがwebサイトで公開されている。
『ニンジャスレイヤー フロムラジオステイシヨン』は2015年4月16日から10月1日まで音泉にて配信されていたWebラジオ番組。隔週木曜に更新。パーソナリティは森川智之（ニンジャスレイヤー役）が務めた。ニコニコ生放送でも公開されていた。
『ニンジャスレイヤー フロムネットテレビジヨン』は2015年4月23日から10月8日までニコニコ生放送で配信されていた生放送番組。ニコニコ生放送では「フロムラジオステイシヨン」と隔週で交代する形で放送された。メインパーソナリティは五十嵐裕美と湯浅かえで。

## ゲーム
ニンジャスレイヤーTRPG
2018年3月から、モーゼズ発案によるテーブルトークRPG、「ニンジャスレイヤーTRPG」がダイハードテイルズのnote上で販売されている。プレイヤーは原作に登場する敵組織の末端ニンジャとなり、ニンジャスレイヤーから逃れつつ任務を遂行するのが目的。
NINJASLAYERAREA4643
2018年12月にSteamで発売された2D見下ろし型シューティングゲーム。全5ステージ。販売はDIEHARD TALES GAMES、開発はデスモフモフ。
ストーリーは第3部直後、新たに発生したSteam次元において何者かが宇宙全体をコントロールしようとしているため、ザ・ヴァーティゴの命によりプレイヤーはSteam次元のネオサイタマに召喚され、ニンジャと戦うことになる。
プレイアブルキャラクターはヤクザ天狗、イビルヤモト、ドールハウス、ニンジャスレイヤー（隠し）。イビルヤモトとドールハウスはニンジャスレイヤー本編に登場したキャラクターではない。
ダイハードテイルズの手により日本語版と英語版が作成された。発売当初、忍殺語を多用しているためか、「日本語がフルサポートされていない」として日本語版がSteamの審査に通らない事件が起きた。
リリース当初は単に「AREA4643」というタイトルであったが、2022年8月にRTA in Japanで取り上げられたことをきっかけとして、「NINJASLAYER : AREA4643」に改題された。
ニンジャスレイヤー ネオサイタマ炎上
2024年7月24日にSteam・Nintendo Switchにて発売された横スクロール型アクションゲーム。KADOKAWA Game LinkageとABCアニメーションの協業によるインディーゲームプロジェクトの第1弾タイトルとなる。

## 関連作品
- ニューロマンサー、ブレードランナー、攻殻機動隊- サイバーパンク作品。アカウント開設当初はニンジャスレイヤーを好みそうな人物を探す際、これらの作品をプロフィール欄に記入しているアカウントをフォローしていた[30]。
- バカとテストと召喚獣- コラボCMを展開。ニンジャスレイヤーが登場しているが、公開前にザ・ヴァーティゴが変装して代行に向かう様子が翻訳チームのアカウントに投稿された。
- 戦国大戦- 本作からニンジャスレイヤーとダークニンジャが戦国数寄服部半蔵、風魔小太郎、ヤモト・コキがEX初芽として参戦した。声はオーディオドラマ、アニメイシヨンと同じ。
- maimai、グルーヴコースター- 関連楽曲である「Naraku:Within」「ほとんど違法行為」「ラスト・ガール・スタンディング 」がプレイ可能。

## 関連語
新幹線で車内販売されているアイスクリームである「スジャータ スーパープレミアムアイスクリーム」は、公認の通称を「シンカンセンスゴイカタイアイス」というが、この名は、本作に登場する架空のビル「マルノウチ・スゴイタカイビル」の名前をもじったものである。Twitter発の愛称として知られるようになり、ついには公式も使う通称になってしまった。詳しくは「シンカンセンスゴイカタイアイス#インターネットスラングとして」を参照のこと。